# Oversburg

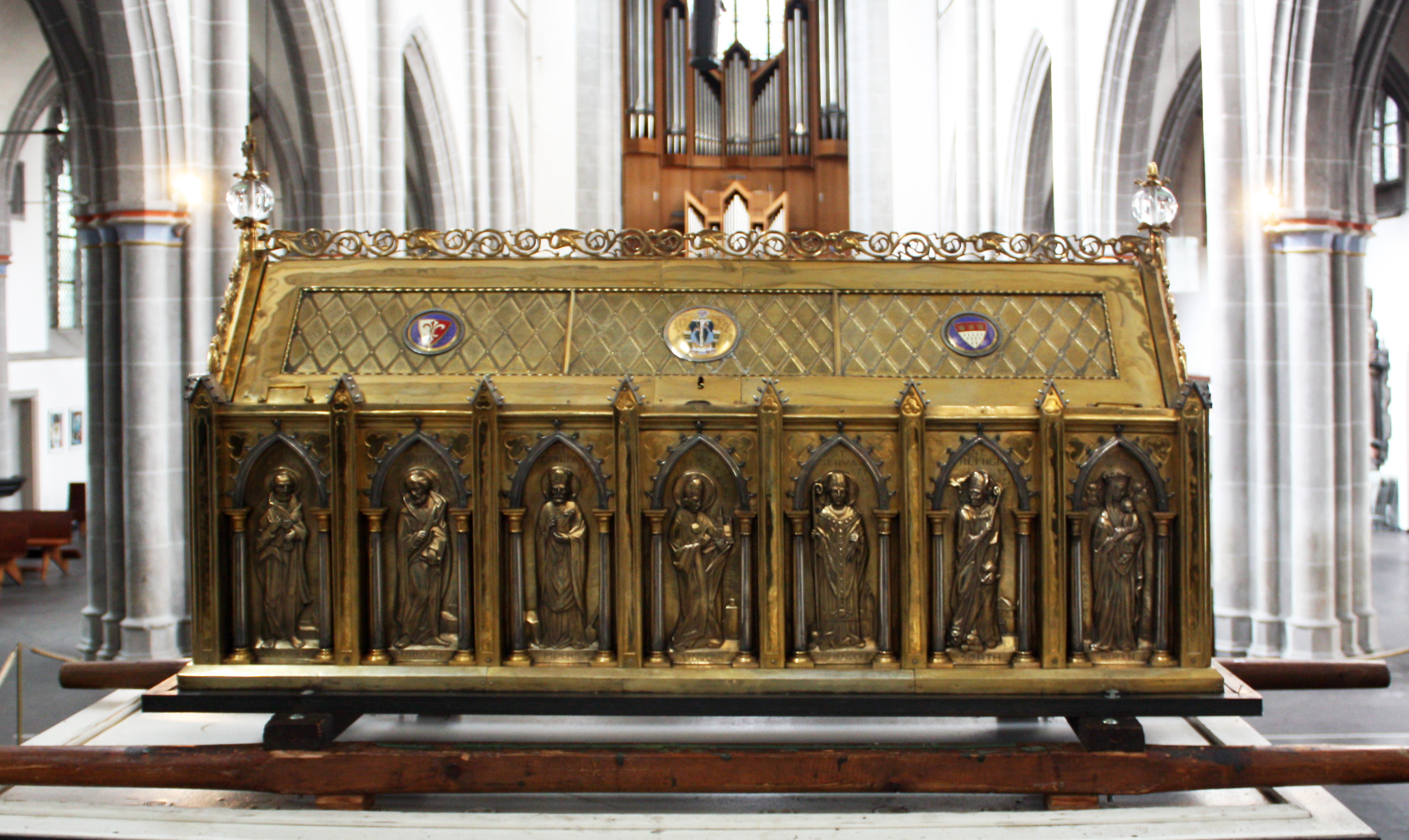
Schrein des heiligen Severin. Das 1802 eingeschmolzene Gold des Originals war ein Geschenk des Kölner Erzbischofs Hermann

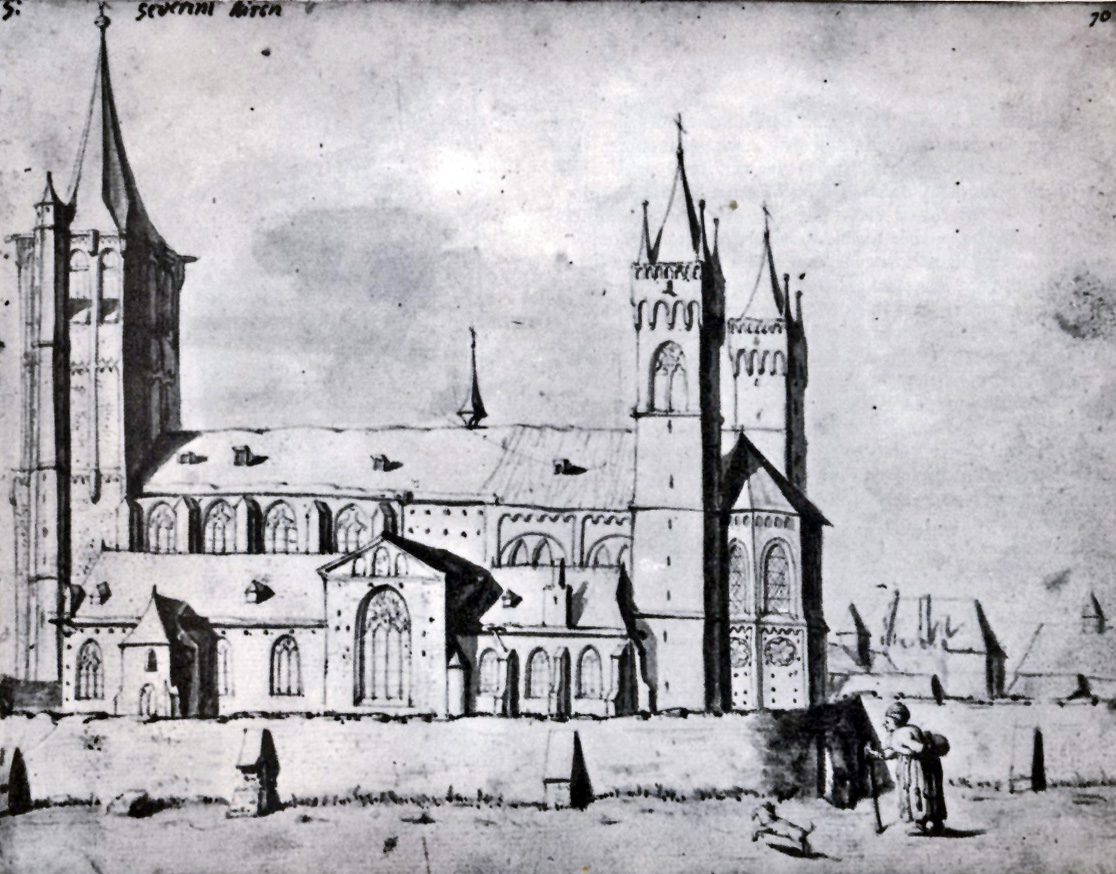
St. Severin von Süden um 1665. Im Vordergrund die Immunitätsmauer, rechts die angrenzenden Stiftsgebäude

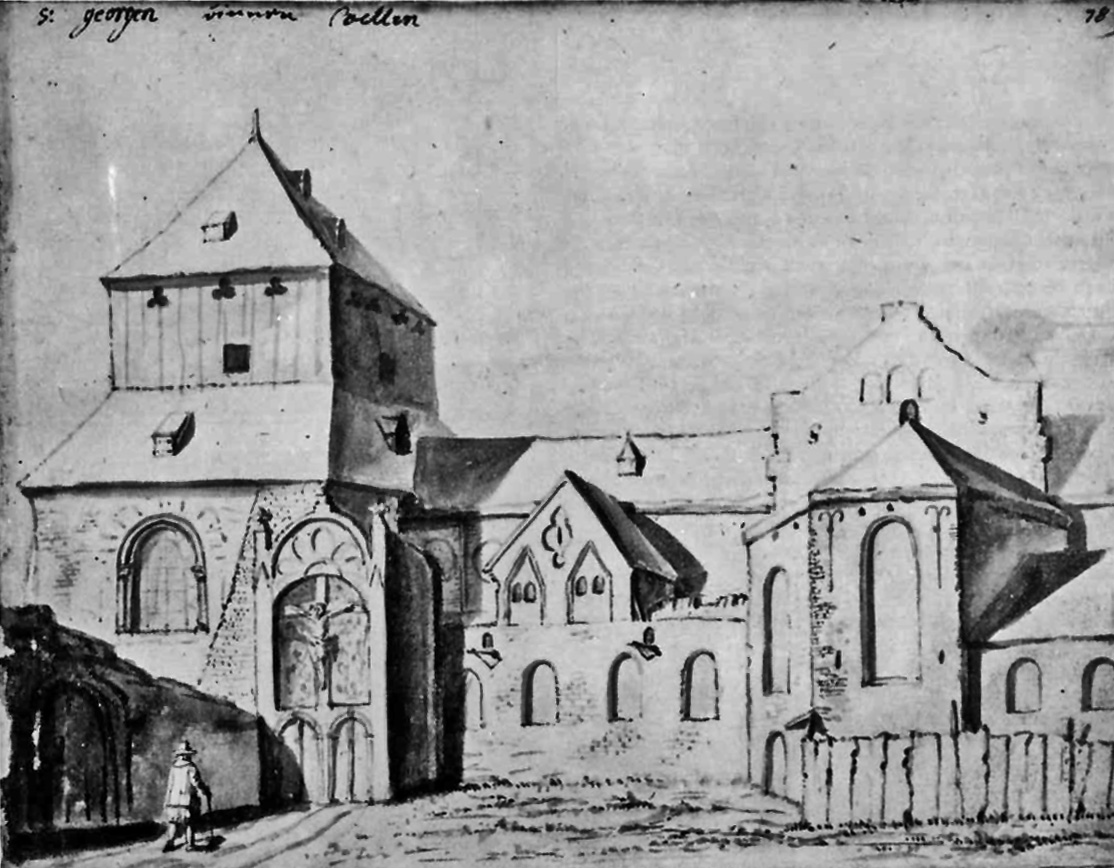
Stiftskirche St. Georg von Süden um 1665. Im Vordergrund links die Vorhalle

 Oversburg war ein mittelalterlicher Vorstadtbezirk der Stadt Köln, der auch „Airsbach“ genannt wurde. Er entstand aus der Neugliederung eines sehr frühen, dem Kölner Stift St. Severin unterstehenden Bereiches. Der dieses Gebiet umfassende ursprüngliche Grenzverlauf wurde in einer Urkunde des Erzbischofs Wichfrid (924 bis 953) detailliert beschrieben.

## Der alte Stiftsbereich St. Severin

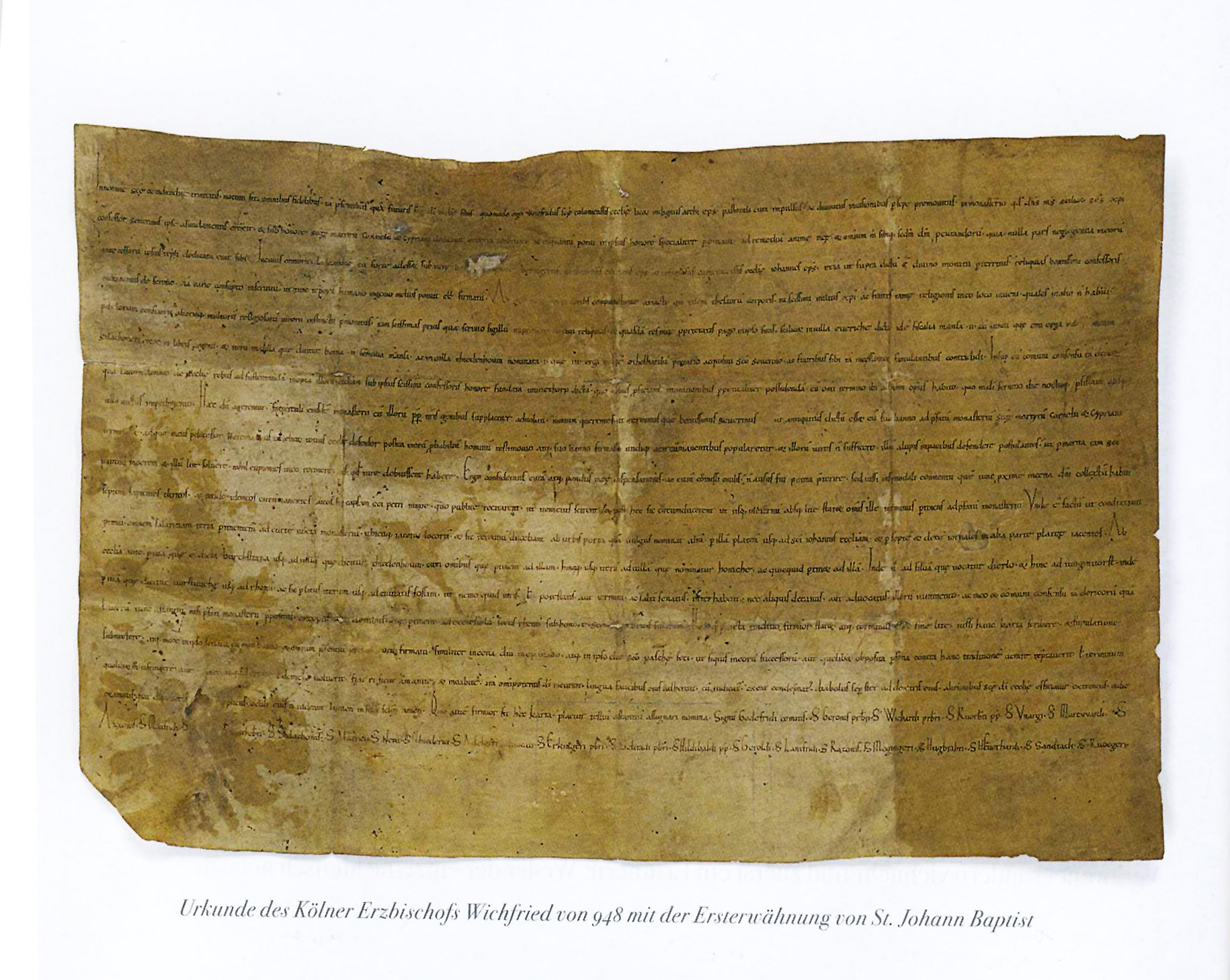
Urkunde Erzbischofs Wichfried von 948 mit der Aufführung der Grenzziehung St. Severins und der Erwähnung von St. Johann Baptist

Das Gebiet unterstand St. Severin, der südlichsten Stiftskirche der Stadt und erstreckte sich von der südlichen Stadtmauer unterhalb des Stiftsbereiches von St. Pantaleon weit in das Vorland. Die kirchlich-weltlichen Verwaltungsgrenzen des Sprengels waren meist in Flurkarten festgelegt und hatten etwa folgenden Verlauf:
Beginnend an der Hochpforte, dem Südtor der römischen Befestigung, verlief die Grenze auf der heutigen Severinstraße bis zur Höhe der als Perlengraben bezeichneten natürlichen Geländesenke, einer Fortsetzung des Katharinengrabens, auch als „Fossa“, „Aducht“ oder einfach Graben bezeichnet. Von dort verlief sie südwestlich durch die Schnurgasse in Richtung der ehemaligen Ansiedlung „Thiedenhoven“ entlang der Grenze zur Gemarkung St. Pantaleons in das westliche Vorland nach dem Weiler Höningen. Sie verlief weiter durch die Wälder von „Dierlo“ und „Junginvorst“ (wahrscheinlich im Gebiet des im Kölngau erwähnten „Rumenthorp“) über den Forstweg an den Rhein. Der Fluss bildete stromabwärts die Grenze bis an den vor der Stadt in den Rhein mündenden Duffesbach im südöstlichen Stadtgraben. Der Duffesbach war die Grenze des späteren Bezirks Oversburg und der um die Rheinvorstadt angewachsenen Kernstadt. Entlang des Grabens verlief die Straße Filzengraben, der sich in westlicher Richtung als weiterer Grenzverlauf die Straße Mühlenbach bis zur Hochpforte anschloss.
Nachdem die Baumaßnahmen zur Stadterweiterung von 1180 beschlossen waren und damit der Severinsbezirk erneut durchschnitten wurde, fielen die Gebiete jenseits des Bischofsweges an Immendorf, dessen Pfarrgrenzen dann bis Godorf reichten. Im zivilen Bereich blieb jedoch weiterhin ein großer Teil des Gebietes nach Ausweis des Schreinsbuches „Extra muros“ in gerichtlicher und Schreins-Abhängigkeit des Fronhofes St. Severin.

## Entwicklung

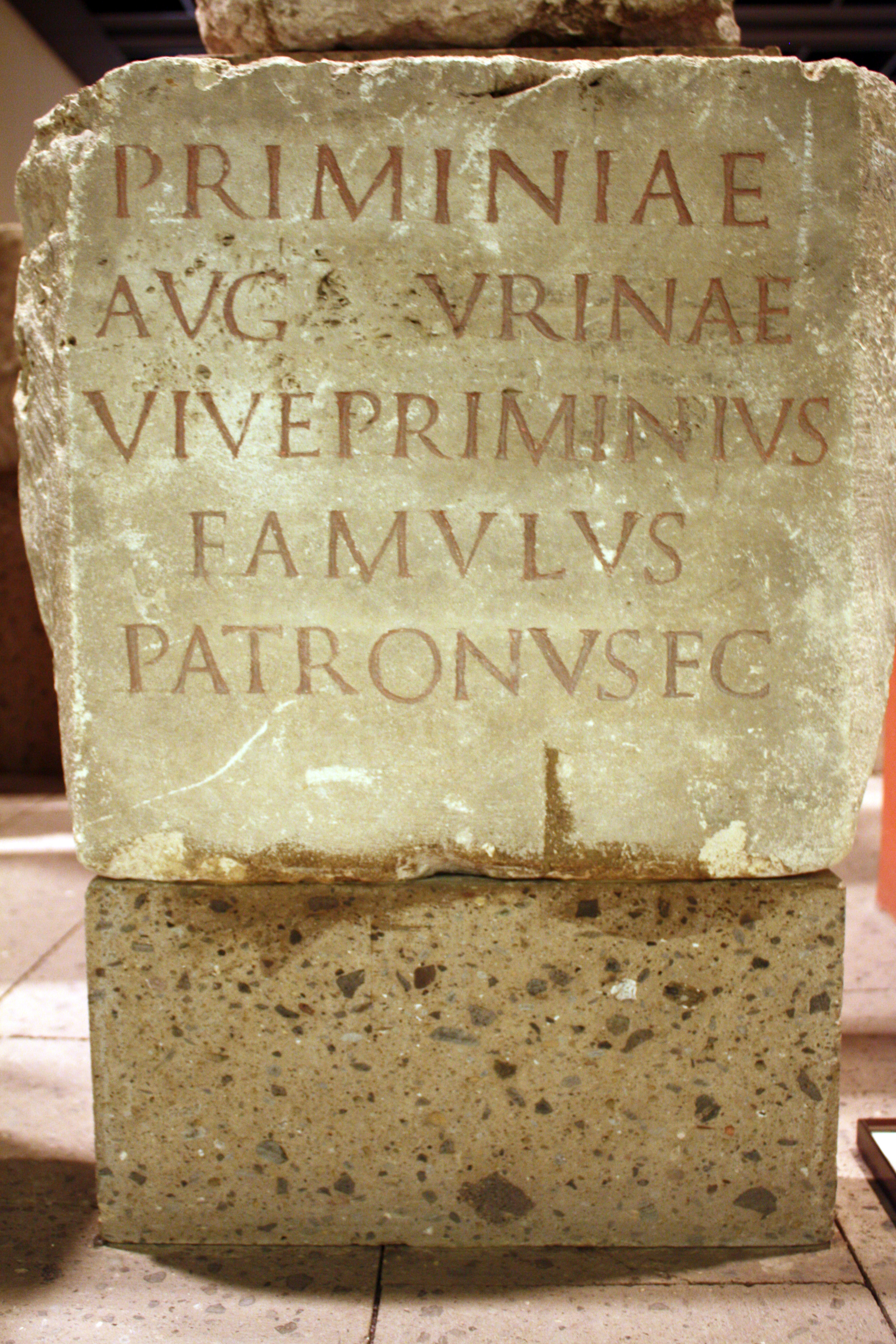
Römisches Grabmal des 2.–3. Jahrhunderts, Fundort: Kreuzgang St. Severin

Ein kleines Oratorium des vierten Jahrhunderts, welches schon auf dem Gelände eines ehemaligen römischen Gräberfeldes des 1. Jahrhunderts errichtet worden war, soll der Anfang der heutigen St. Severinskirche gewesen sein. Das Gelände, es diente zunächst heidnischen, später auch christlichen Bestattungen, wurde dann zum Bauplatz der Stiftskirche St. Severin, deren Bauherren zusammen mit den jeweiligen Erzbischöfen die Geschichte der südlichen Vorstadt Kölns maßgeblich prägten.
Die Zunahme der Bevölkerung war allgemein und erfasste nicht nur den innerstädtischen Bereich. Der alten befestigten Kernstadt hatten sich schon in früher Zeit an allen Seiten kleinere Ansiedlungen vorgelagert. Der Grundbesitz dieser vorstädtischen Suburbien sowie weiterer im ferneren Umland gelegener Ansiedlungen im Südwesten der Stadt (im so genannten Schweid) befand sich zu großen Teilen in der Hand der Stifte oder der jeweiligen Kölner Erzbischöfe und Landesherren. Die Ländereien waren zumeist Stiften, Klöstern oder Adelshäusern lehnspflichtig übereignet worden. Das an diesem Ort schon in früher Zeit entstandene und von Pröpsten geführte Chorherrenstift St. Severin gelangte zu erheblichem Grundbesitz. Auch Schenkungen an das Stift sowie die Befreiung von Steuern und sonstigen Abgaben mehrten seinen Wohlstand.

### Kirchen und frühe Ansiedlungen
Innerhalb der Kirchspielgrenzen lagen außer der schon dichteren Bebauung um St. Severin und der um die dem heiligen Johannes geweihten Kirche Sankt Jan vermutete Ansiedlung „Everich“ (später Overich, Oversburg) sowie die der später nicht wieder erwähnten Ansiedlung „Thiedenhoven“, das Dörfchen „Nothausen“ am Rhein (um St. Maria in Lyskirchen), die weiter südwestlich liegenden Hofstätten „Beina“ (später Beien oder Bayen) und weit außerhalb die Ansiedlung von Immendorf mit seiner ebenfalls dem heiligen Severin geweihten Kirche und der Weiler des heute zu Rondorf gehörenden kleinen Ortes Höningen.

### Einflussbereiche durch Stiftsgründungen

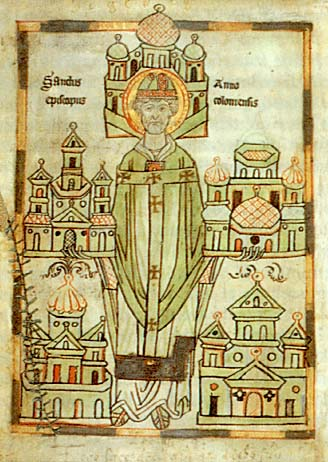
Anno II. mit Modellen von ihm gestifteter Klöster und Stifte

Wie auch in den anderen Vorstadtbereichen gab es im Süden der Stadt eine Bebauung im Umfeld kleinerer Gotteshäuser. Mit dem Anwachsen dieser Gemeinden ging auch eine Vergrößerung der Kirchenbauwerke einher. So entwickelten sich zwei dieser Gotteshäuser in späterer Zeit unter der Einflussnahme der Kölner Erzbischöfe zu prachtvollen Stiftskirchen, St. Severin und St. Georg. St. Severin entstand bereits im 8. Jahrhundert durch eine Gemeinschaft von Kanonikern, während das Chorherrenstift St. Georg um 1056 unter Erzbischof Anno entstand.

### Zuständigkeits- und Gebietsaufteilung
Das ehemals ausgedehnte Gebiet St. Severins musste im Lauf der Zeit einige Gebietseinbußen hinnehmen. Mit dem 1056 durch Erzbischof Anno gegründeten Stift St. Georg, dem als Pfarrkirche die ebenfalls unter Anno entstandene Kirche St. Jakob unterstellt wurde, verlor St. Severin seinen nördlichen Pfarrbezirk. Die so veränderten kirchlichen Zuständigkeiten führten auch zu der Einrichtung eines neuen Verwaltungsbezirkes mit dem Namen Oversburg, in der die anderen Ortsbezeichnungen nur noch als „Viertel“ genannt wurden.

## Organisation der frühen Sondergemeinden
Die speziellen „Gebilde“ der frühen Kölner „Sondergemeinden“ kategorisierte der Historiker Keussen in drei Gruppen:
Es waren die Pfarrgemeinden der Kernstadt mit der Rheinvorstadt, die öffentlichen Gerichtsbezirke Niederich und Oversburg sowie die Gruppe der Vorstadtbezirke Severin, Mauritius und Christoph, die sich an ihre dortigen Hofgerichte Severin, Pantaleon und Gereon anlehnten. Lediglich der erst spät entstandene Bezirk Aposteln unterschied sich von den anderen, da er sowohl Teile der Altstadt als auch Gebiete der beiden Stadterweiterungen umfasste.
Obwohl diese Gruppen zu verschiedenen Zeiten und auf unterschiedlichen Grundlagen entstanden waren, besaßen sie gleichartige Organisationsformen.
Die Führung der Schreinskarten gehörte zu den wichtigsten Tätigkeiten der Sondergemeinden des 12. Jahrhunderts. So die der Bezirke mit den „Schreinen“ Martin, Brigiden, Alban, Laurenz, Peter, Columba, Aposteln, Niederich, und Airsbach.

Befestigungsreste der Nordseite der Vorstadt Oversburg
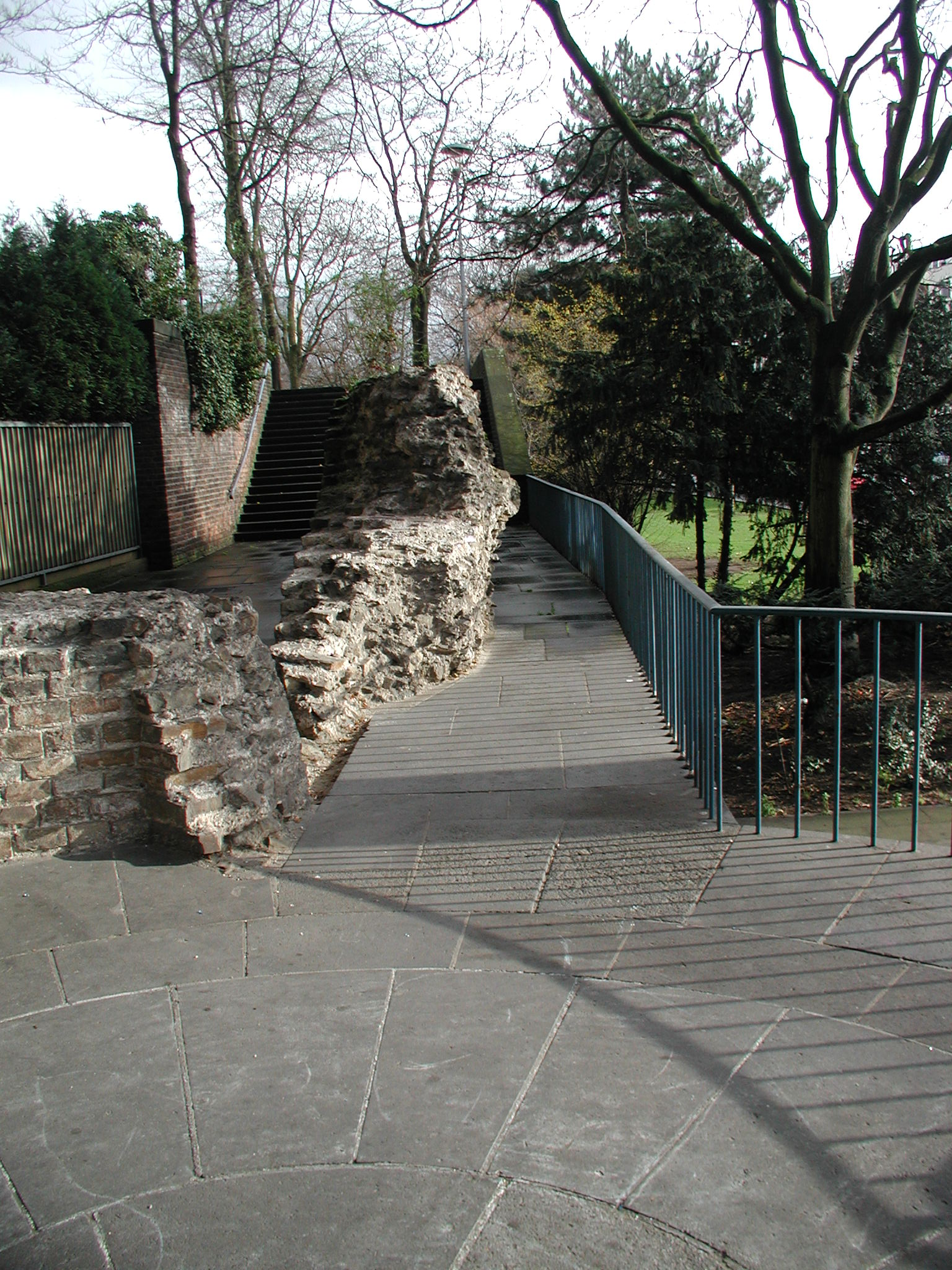
„Alte Mauer am Bach“, Reste der Römermauer
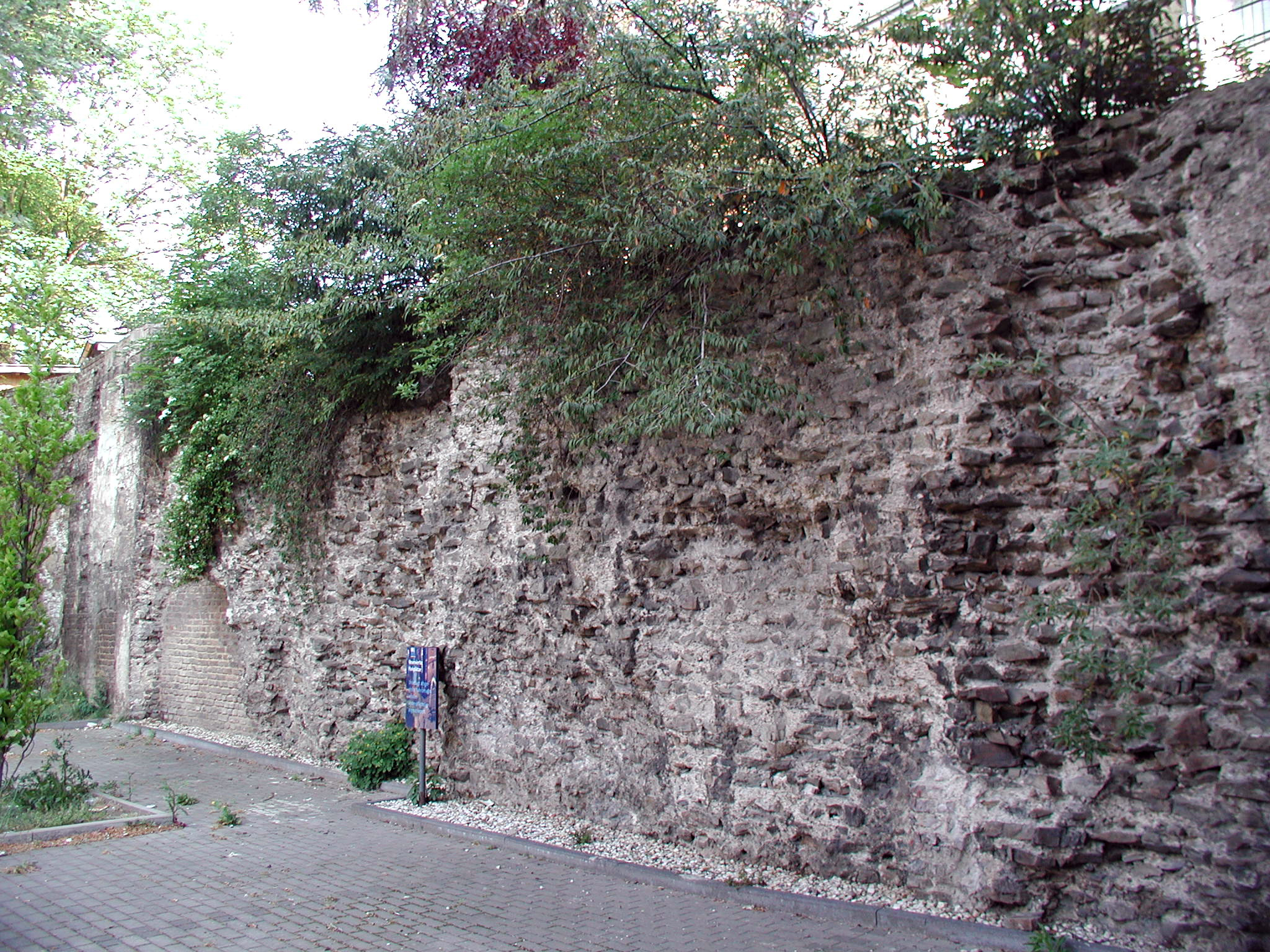
Reste der Römermauer am Mühlenbach
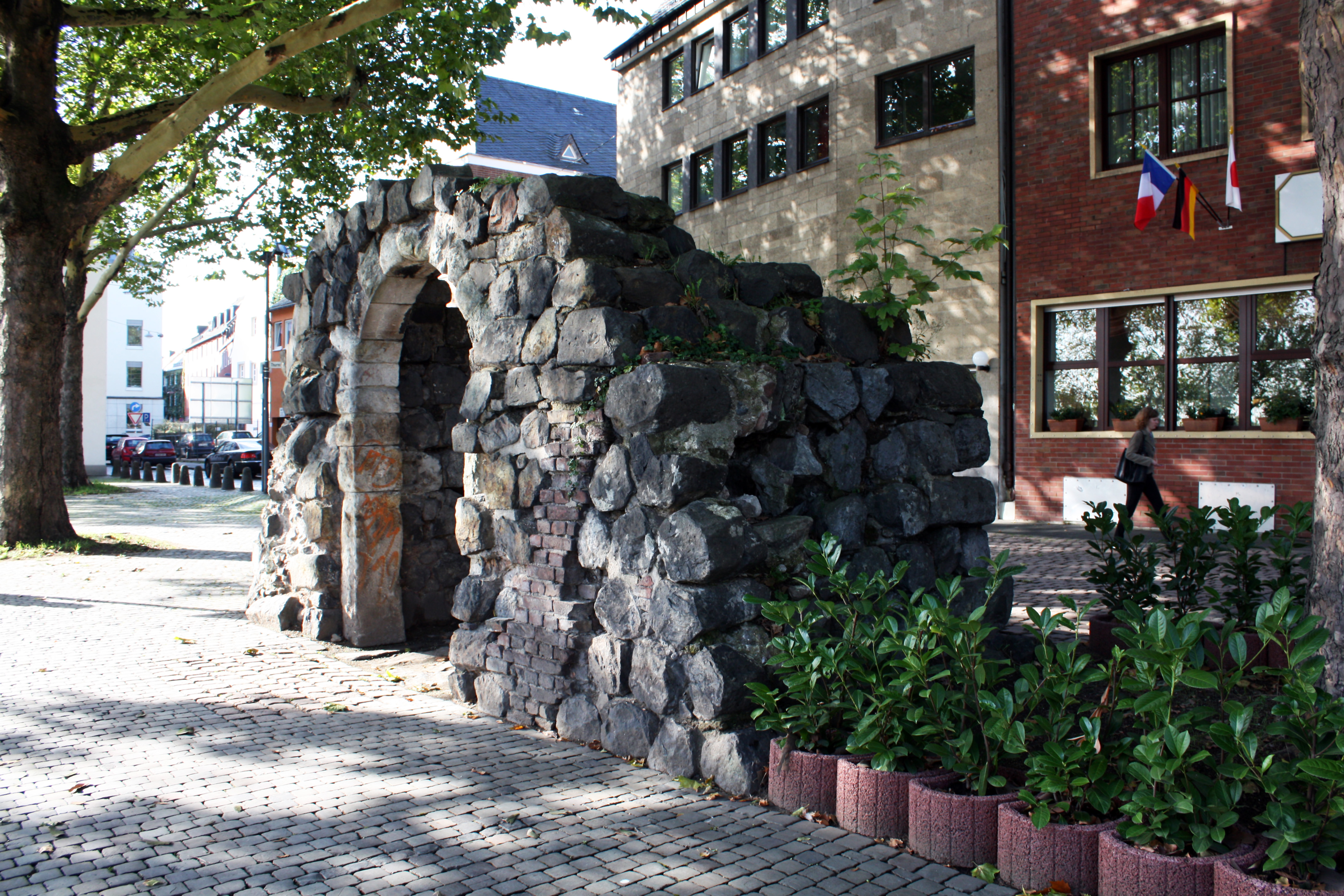
Rheingassenpforte (Schlupfpforte), Thurnmarkt

### Zentrale Straßen und Bebauung
Neben den Wegen und Sträßchen zwischen den Häusern in Kirchennähe konzentrierte sich die Bebauung der vorstädtischen Gebiete zuerst an den Torstraßen der Stadt. Im Fall Oversburg waren dies die Hochpforte (das römische Südtor), die Weißbuttenpforte am Blaubach, die Korn- oder Marktpforte zum Heumarkt und die Johannispforte auf der Severinstraße (die alte Severinspforte am Katharinen- und Perlengraben). Insbesondere entlang der Severinstraße (platea severini) als Nord-Süd-Achse, in Verlängerung des alten Cardo des römischen Kölns, verdichtete sich die Bebauung. Diese „Hauptstraße“ war im Laufe der Jahrhunderte zu einem Verkehrs- und Handelsweg geworden, der in seinem nördlichen Abschnitt die höchste Baudichte der südlichen Vorstadt aufwies. Aber auch entlang des aus Hürth die Vorstadt durchfließenden Baches und in den Vierteln um Witschgasse, Weber- und Mathiasstraße wiesen die Straßenzüge eine fast geschlossene Bauweise auf.
Nach Aufgabe der Befestigungsanlagen an Filzen-, Perlen- und Katharinengraben füllten sich die durch weitere Vorverlegung der Umwallung überflüssig gewordenen Wallgräben mit Regen und Abwasser, so dass dort teilweise große, stehende Pfuhle (in lateinischen Quellen so genannte Paludes) entstanden. Mit Ausnahme des Filzengrabens entstanden auf diesen dann trockengelegten Flächen in späterer Zeit breitere Gassen.

### Die nördlichen Bachstraßen

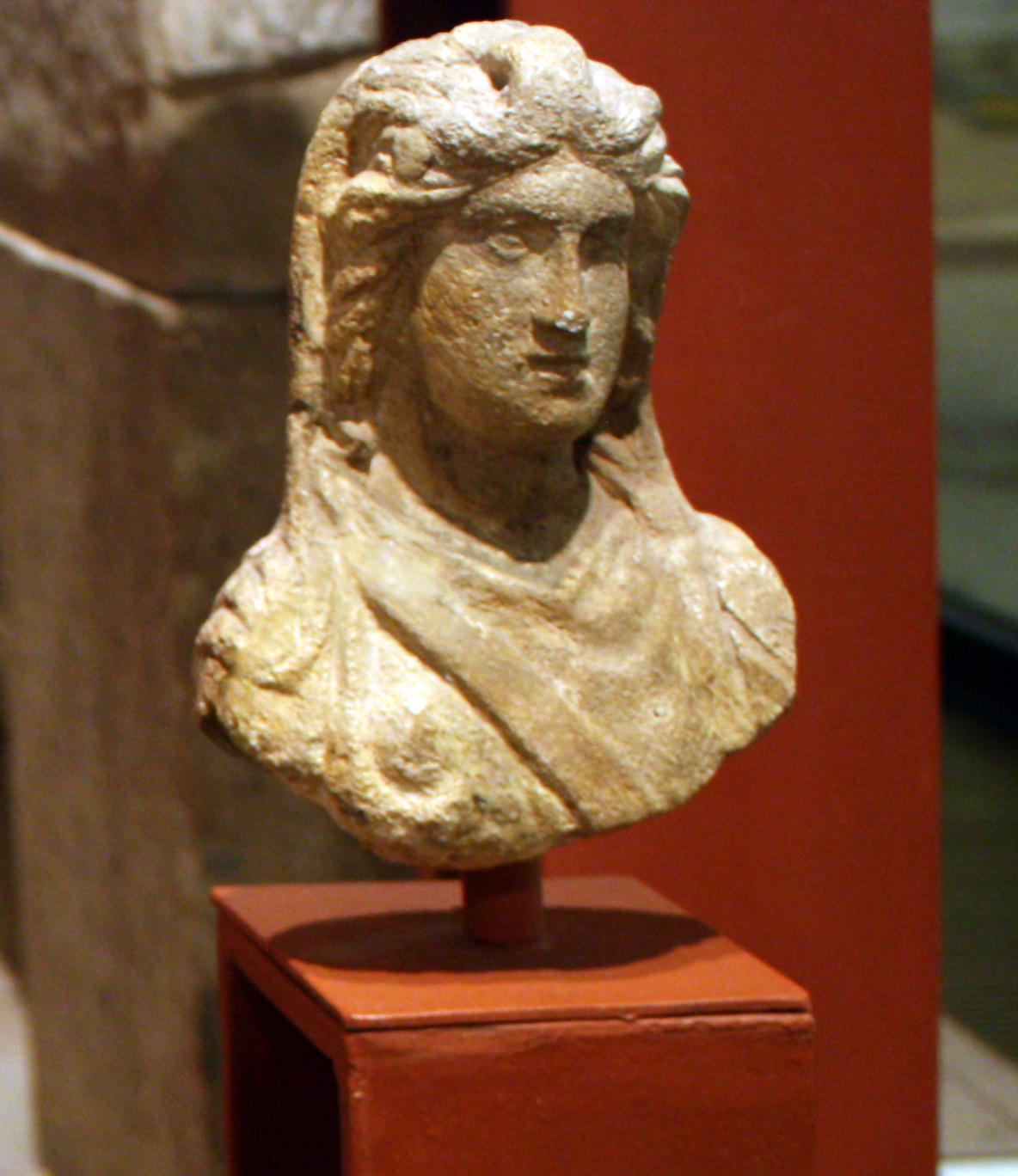
Büste einer unbekannten römischen Bürgerin Kölns des 2.–3. Jahrhundert. Fundort Blaubach. Römisch-Germanisches Museum Köln

Auf etwa zwei Drittel durchfloss der wohl schon zur Römerzeit genutzte Bach das Gebiet der Vorstadt Oversburg. Der Bach, später mit zwei Abzweigungen versehen, versorgte die Anwohner, Felder und Weingärten, das Vieh, aber auch viele gewerbliche Einrichtungen mit frischem Wasser.
Nach Mercators Kölner Stadtansicht von 1570  hatte der überwiegend offen fließende Bach im Bereich Oversburg insgesamt sieben Übergänge, von denen vier als hölzerne Stege bezeichnet wurden. Drei weitere Übergänge waren massiverer Bauart, auf der Karte breiter dargestellt, darunter die vom Bach durchflossene Bach- oder Weissfrauenpforte. Die beiden anderen, steinernen Bogenbrücken standen zwischen Waidmarkt und Hochpforte sowie an der Einmündung der Mathiasstraße. Sie waren, soweit in der Mercatorkarte erkennbar, von ähnlicher Bauart. Im Endbereich der Straße Filzengraben, ab der Straße „vor Lyskirchen“, wurde der Bach offensichtlich unterirdisch in den Rhein geleitet.

#### Blaubach und Umfeld
Der zum Unterbezirk St. Jakob gehörende Blaubach, dessen westlicher oberer Teilbereich an den Bezirk des Kirchspiels St. Mauritius reichte, zog sich von dem mit einem lang gestreckten Pfuhl bestandenen Perlengraben bis zur Hochpforte und dem Waidmarkt.
Auch diese Straßenbezeichnung unterlag häufigem Wandel. Adam Wrede führte folgende Varianten an: Der „Blaubach“, wurde älter als „Bloobach“ in schriftlicher Überlieferung „in ripa“, um 1200 „super ripam“ und im 16. Jahrhundert „super rivolum“, auch „under blaferber“ meist aber „uff der bach“ genannt.

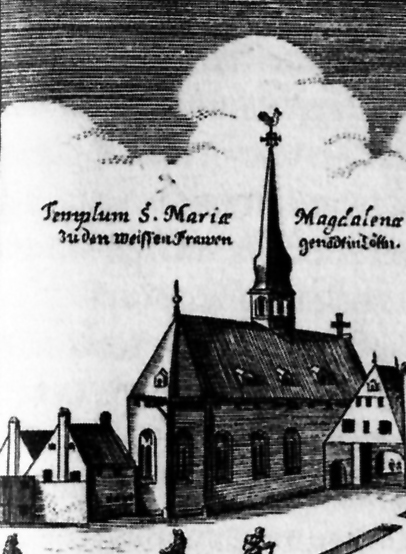
Kloster zu den weißen Frauen

Zwischen Perlengraben, Severinstraße, Weissbüttengasse und der Weissgerbereckstraße lagen die Häuser des Marienberg- und Tafelerkonventes. An seinem südwestlichen Bereich befand sich seit dem Jahr 1212 das Kloster St. Maria Magdalena mit seiner Kapelle, beide wurden auch Zu den weißen Frauen genannt. Das 1802 aufgehobene Kloster soll über kostbare Reliquien verfügt haben, die dazu führten, dass es sich zu einem Wallfahrtsort entwickelte. Etwa dem Kloster gegenüber, auf der nördlichen Seite des Blaubachs, befand sich die Weißfrauenpforte der alten Römermauer. Durch diese noch heute in Teilen erhaltene Befestigungsmauer führten Durchbrüche in das Treppengässchen, die Färbergasse und die Bachemstraße. Übergang des Blaubaches zu seiner Verlängerung, dem Mühlenbach, war an seinem östlichen Ende der Waidmarkt.

#### Mühlenbach und Umfeld
Unterhalb des Waidmarktes lag das zu gewerblichen Zwecken (Weinhandel) genutzte Stadthaus des Klosters Marienstadt. Ihm folgte der 1297 auf dem Mühlenbach erwähnte Rankenkonvent (Stifterin Mechthildis Ranke), der 1349 in die Weißbüttengasse zog und sich dort mit dem St. Jakobskonvent vereinigte. Neben dem alten Standort des Rankenkonventes hatte das Kloster Himmerod ein Stadthaus (Weinhandel) erworben. Etwa diesem Anwesen gegenüber stand auf der Nordseite des Mühlenbachs ein bis zum Jahr 1479 erwähnter Römerturm, der bis zum heutigen hochgelegenen Marienplatz aufragte. Ebenfalls am Mühlenbach gelegen war das Haus Jülich, welches zum „Gruthaus“ auf dem oberen Marienplatz gehörte. Für das Jahr 1579 berichtet das Buch Weinsberg (III 47), ohne nähere Gründe zu nennen, „zwei Häuser auf der Unterbach stürzen ein“.
In der von der „Bach“ nach Süden abzweigenden Straße „Vor S. Matheis“, der heutigen Mathiasstraße, erwähnten die Schreinsquellen für das Jahr 1304 ein Gebäude des Gerardi Overstolz. 1463 wurde ein Haus in der sich anschließenden Weberstraße mit dem Zusatz „nächst dem Haus Gerardi Oyverstoultz, Ritter zu S. Johann wärts“, bezeichnet. Auf der Mercatorkarte ist ein so genannter Geschlechterturm dieser Patrizierfamilie zu erkennen.
Das Haus „Zum alten Punder“, in dem die Kölner Gaffel des „Wollenamtes Airsbach“ und „Kriechmarkt“ ihren Sitz hatte, stand ebenfalls in der Mathiasstraße. Es war das Zunfthaus der Kölner Weber, die sich zu einer der mächtigsten Zünfte der Stadt organisiert hatten, und die für eine kurze Zeit die Herrschaft in der Stadt übernehmen konnten.

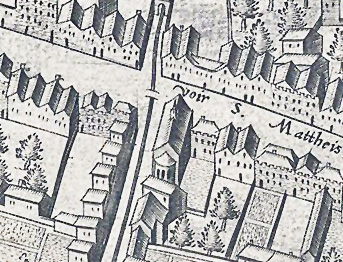
St. Mathias und Gelände des Heisterbacher Hofes

Ihren Namen hatte die Straße nach der Kapelle S. Mathias erhalten. Diese stand an der Ecke der dort einmündenden Witschgasse, in deren Mitte der von der Viehtränke am Waidmarkt kommende Abzweig des Duffesbach weiter in Richtung Rhein floss. Die Kapelle lag neben dem Heisterbacher Hof (Weinhandel) und wurde in Urkunden des Pfarrarchivs St. Severin 1311 erwähnt. St. Mathias unterstand der Kirche St. Johann Baptist und wurde durch einen von dort beauftragten Rektor verwaltet. Die Kapelle nahm anfänglich das Unterhaus eines Giebelhauses in der Mathiasstraße ein und wies eine Höhe von 5,50 m sowie eine Tiefe von 9,00 m auf. Ihre Straßenfront erreichte eine Breite von 11 m. Ihre Rückseite verjüngte sich auf die Breite von 8,00 m. Das durch den Rektor bewohnte Obergeschoss der Kapelle war durch eine turmartig eingebaute Treppe an der Südostecke des Bauwerks zugänglich. Etwa zwei Meter vom Straßengiebel entfernt hatte der Dachfirst einen kleinen Glockenstuhl als Aufsatz erhalten. Die Außenmauern der Kapelle waren aus Tuffstein des 13. Jahrhunderts errichtet worden, jedoch ist ein genaues Entstehungsjahr der Kapelle nicht bekannt. St. Mathias wurde im Jahr 1803 geschlossen und fiel 1808 an die Domänenverwaltung. Das Gebäude wurde 1811 verkauft und dann in ein Wohngebäude umgewandelt.

### Häuser und Wohnungen

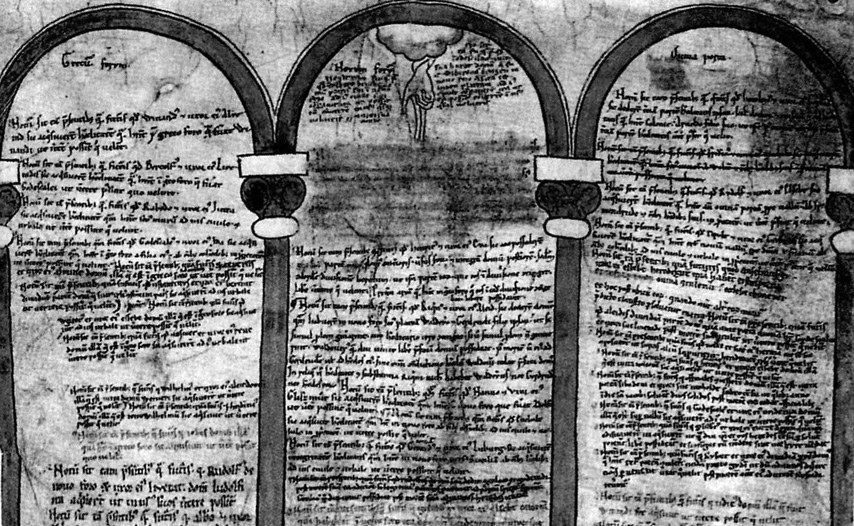
Kölner Schreinskarte 12./13. Jahrhundert

In den Kölner Schreinsbüchern, die vornehmlich Transaktionen bezüglich der Immobilien der Bürger erfassten, wurden die Wohnbauten mit der Bezeichnung „Domus“ (Haus) erfasst, wobei der Begriff des Hauses vielfach auch als „Mansio“ (Wohnung) zur Anwendung kam. Die häufige Gleichsetzung dieser Begriffe für Wohnung und Wohngebäude (ein- oder mehrgeschossig) bezog sich in der Regel jedoch auf den Wohnraum einer Hauspartei, auch wenn es in diesem Haus mehrere „Mansiones“ (Räume) gab. Nach Keussens Recherchen in den Schreinskarten erfolgte eine genauere Bezeichnung dann, wenn die Aufteilung des Hausbesitzes (Domus) in mehrere Wohnungen (Mansiones) und Besitzer erfolgte, oder im umgekehrten Fall, wenn eine Partei die Anteile anderer Besitzer erwarb oder zurückkaufte. In diesen Fällen erschienen in den Schreinseinträgen beispielsweise für ein dreigeschossiges Haus die Bezeichnung „vier Häuser (Mansiones) unter einem Dach“, oder die Einträge beurkundeten Vorgänge wie einen Kauf, oder den Zins- oder Rentenertrag für ein ½ oder 1¼, eines Hauses sowie weitere Rechtsvorgänge. Hierzu zählten Veränderungen durch Erbfall, Wegerecht (zu dem Hinterhaus oder einem Garten) oder Brunnenrecht- und Pflicht bezüglich des Neubaus oder der Unterhaltung eines „Pützes“.

#### Beispiel Haus Weinsberg

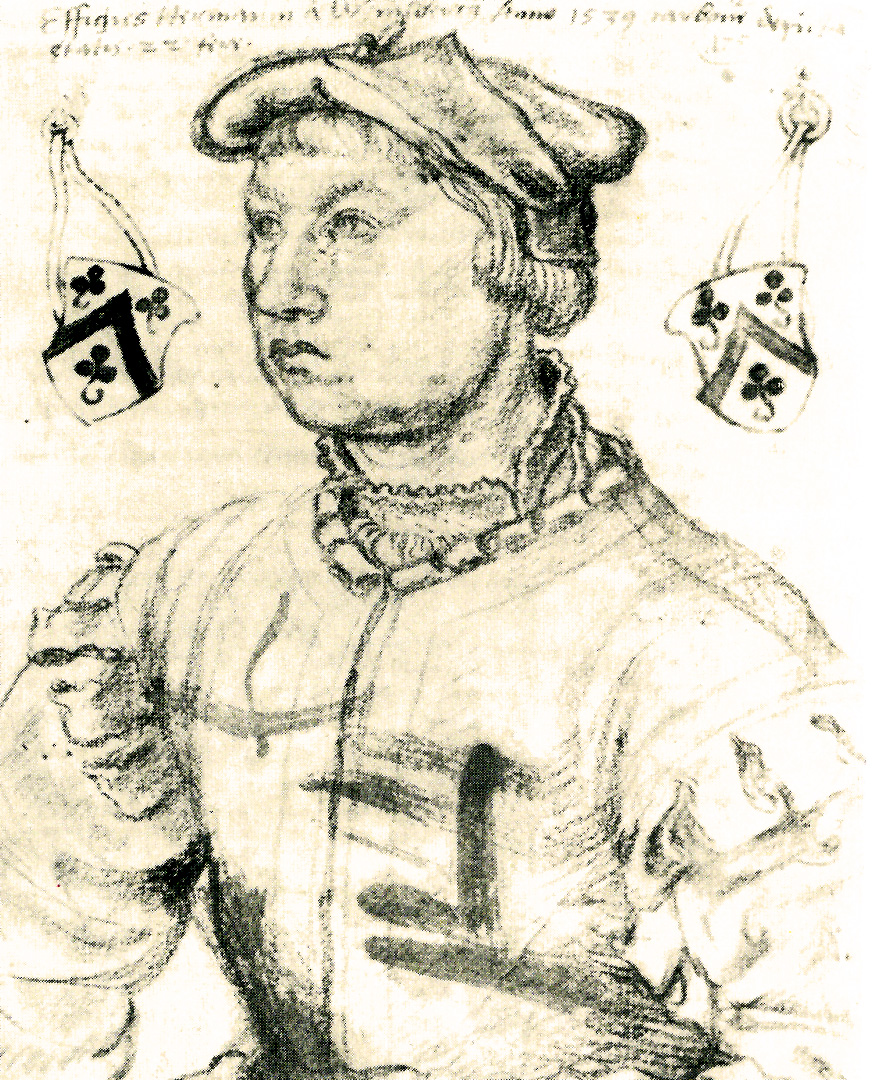
Hermann von Weinsberg, 1540. Der Ratsherr im Alter von 22 Jahren. Werk eines unbekannten Zeichners (Zeughaus Köln)

Eine der bekanntesten Personen der beginnenden Kölner Neuzeit ist Hermann von Weinsberg. Die von ihm hinterlassenen Aufzeichnungen veranschaulichen auch Einzelheiten zur Bauweise des in Oversburg („in S. Jacobs kirspel uff der Bach am Weitmarkt“) am Blaubach stehenden Hauses Weinsberg mit seinem Umfeld.
Geboren wurde Hermann in dem Zinshaus oder Teil des großelterlichen und väterlichen Hauses neben dem „Haus zu den zwei Tauben“. Sein Vater war Blaufärber und Händler mit „Linnen“ (Leinen), betrieb aber auch Weinhandel und einen Weinzapf. Das nach Aufgabe des Färberhandwerks im Jahr 1524 von der Familie bezogene Haus Weinsberg lag mit seiner Vorderseite am Blaubach (der zeitweise auch „unter Blaferbern“ genannt wurde), der hintere Ausgang lag nordwärts und führte auf den Büchel, heute die Anliegerstraße „Krummer Büchel“. Das Haus grenzte an seiner Ostseite an ein Backhaus und westlich an das Haus „Zwei Tauben“ (in den Quellen „Merlemans huis“ genannt), dem das Haus des „Bartschneiders“ folgte. Das im Schrein „Wenemars huis“ genannte Haus Weinsberg selbst (ohne das Zinshaus) war etwa 24 Fuß breit und 50 Fuß lang. Die Hausfassade zur Straße „der giffel“ war bis zum ersten Stock aus Stein. Im Osten hatte es eine große Tür wie eine Pforte, gegenüber ging eine steinerne gewölbte Brücke so breit wie die Pforte über den Bach. Diese Brücke war Weinsbergs Überweg zu seiner gegenüber am Waidmarkt gelegenen Pfarrkirche St. Jakob, als deren Kirchenmeister und Stifter er überliefert ist.

### Die autonome Sondergemeinde Oversburg
Für die Vorstadt verwandte man unterschiedlichen Namensformen wie Airsburg, Arsburg und Airsbach, auch Formen wie Oversburg und Orsburg waren in den Quellen über das ganze Mittelalter hin gebräuchlich, wobei sich Airsbach in der späteren Neuzeit durchsetzte. Oversburg bildete, wie ihr nördliches Vorstadtpendant Niederich, bis zu seiner Eingemeindung im Jahr 1106 einen autonomen, als Sondergemeinde betrachteten Bezirk der Stadt.

#### Kirchliche Veränderungen
Den Kapazitätsverlust an Kirchenraum kompensierte die St. Severin gegenüberliegende Pfarrkapelle Maria Magdalena nur dürftig, erst zu Beginn des 14. Jahrhunderts waren wohl bauliche Erweiterungen derselben erfolgt, die deren Erhebung zur Pfarrkirche mit sich brachten.

#### Gerichts- und Gebürhaus

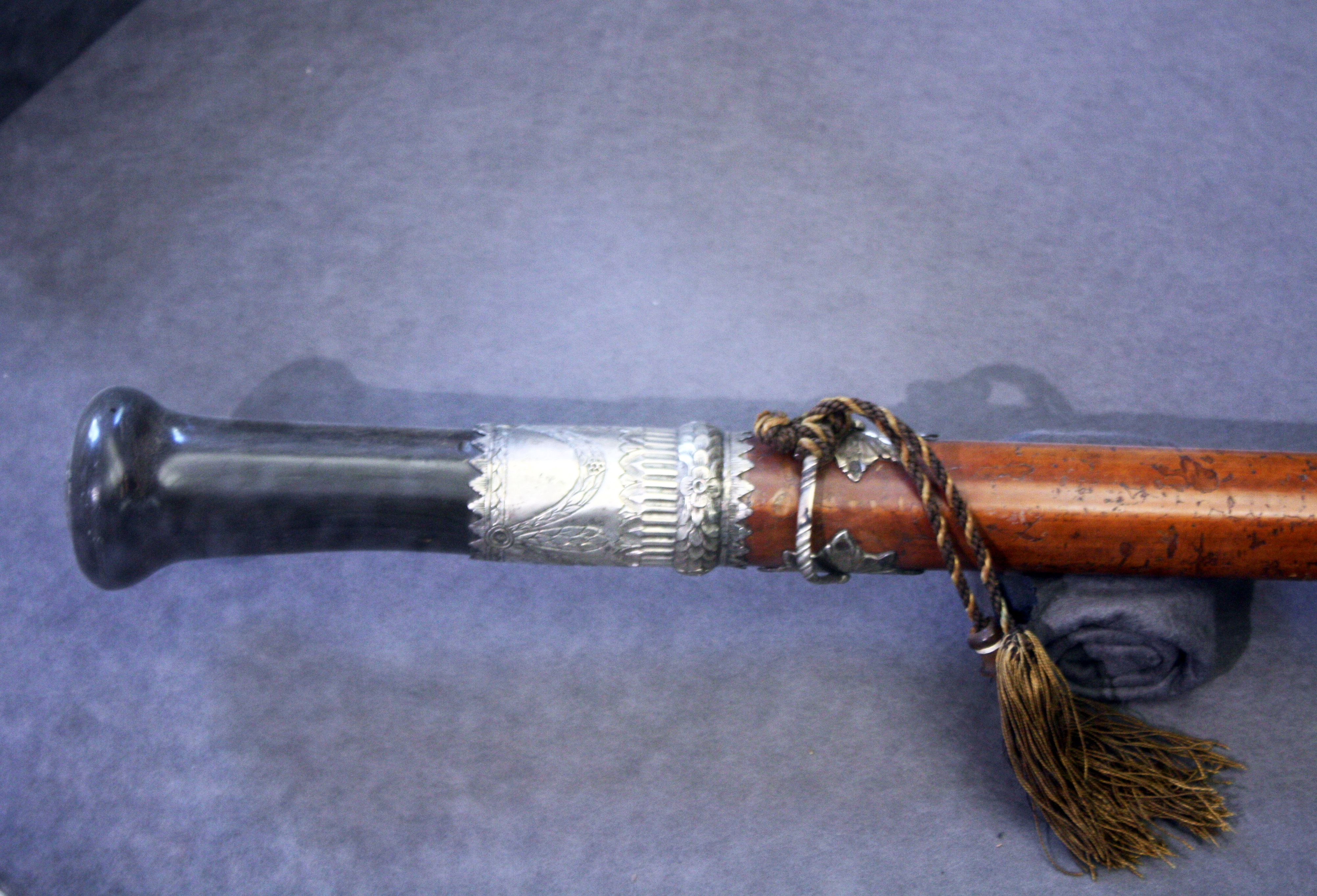
Stab eines Kölner Gerichtsdieners in reichsstädtischer Zeit

Oversburg war bis zum Jahr 1106 zugleich Vorstadt, Sondergemeinde und Sitz des Schöffengerichtes. Mit den Veränderungen von 1106 reduzierte sich auch der Einflussbereich des Fronhofes St. Severin. Die Zuständigkeit seines Gerichts Oversburg betreffend wurde aufgehoben.
Vor der Gründung des neuen Gesamtbezirks Oversburg soll in „Nothausen“ bereits ein kleines weltliches Gericht Lyskirchen bestanden haben, welches jedoch in Oversburg aufging.
Das neue Gerichts- und Gebürhaus (auch Gebur- oder Gebuirhaus) des Bezirks befand sich dann am Mühlenbach in der Höhe der Mathiasstraße. Es diente den jeweiligen Bezirken als Amt und war Aufbewahrungsort der Schreinsbücher der Pfarreien. Gerichtsverhandlungen fanden dort nach der „Revolte“ von 1396 (dem Ende der Herrschaft der Patrizierfamilien) nicht mehr statt, das Haus diente dann zeitweise als Haus des Burggrafen von Airsbach (1445), erneut als Gebührhaus (1449), weiter als Sitz eines Brandmeisters (1452), wurde dann zum Sammelplatz der reitenden Nachtwächter zu „Airsberg“, wo auch die Pferde standen (1467). Hermann von Weinsberg bezeichnete es wieder als Gebürhaus Airsbach (1586) und fügte an, es sei das Haus, in dessen Gewölbe die vordem zu Maria Lyskirchen aufbewahrten Schreinsakten niedergelegt worden seien. Zwischen den Jahren 1469/79 besaß das Gericht zusätzlich ein Amtsgebäude auf der Follerstraße, welches wahrscheinlich das Haus am Mühlenbach abgelöst hatte.

## Der neu gegliederte Bezirk Oversburg

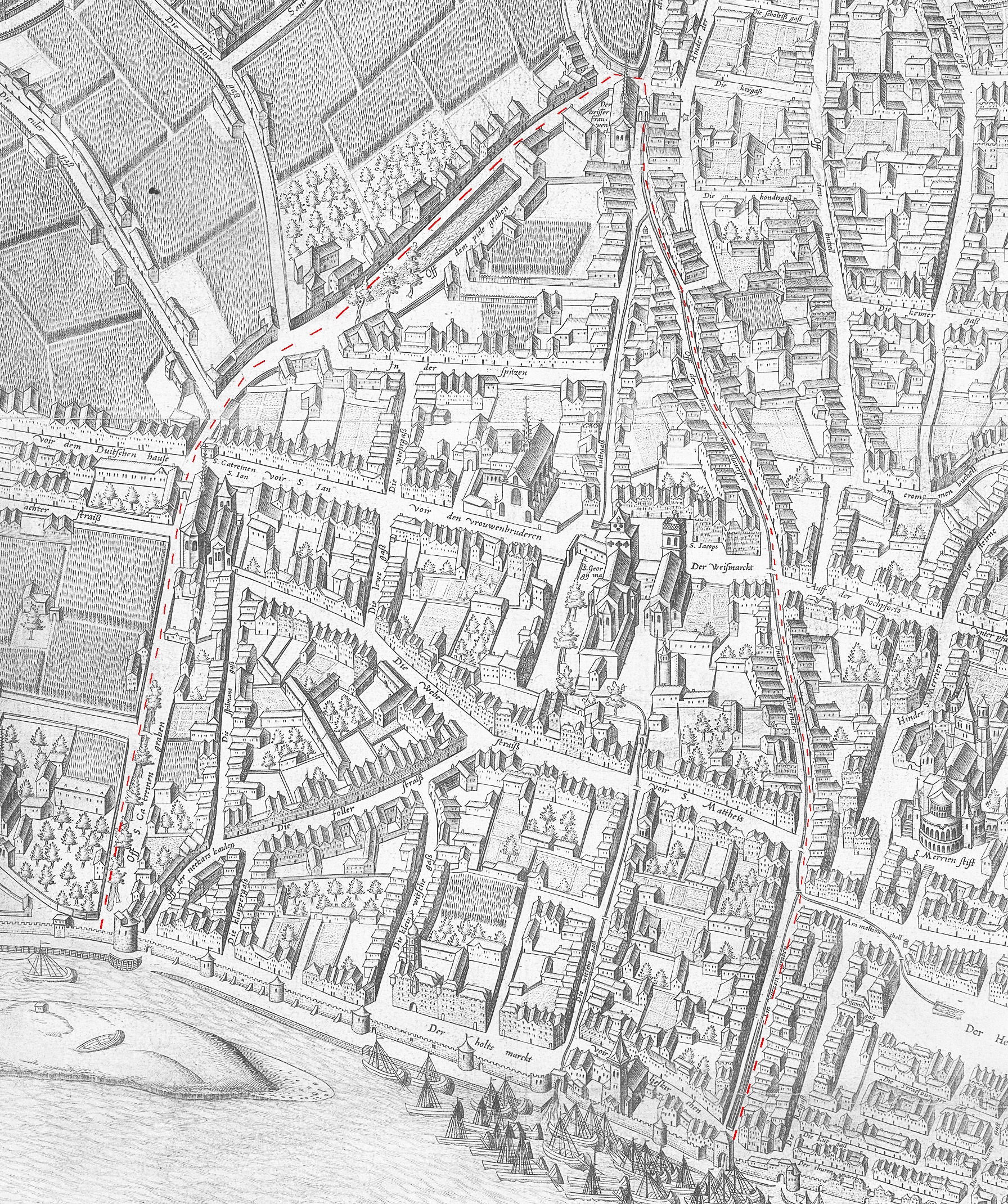
Oversburg/Airsbach und Werthchen um 1571

Aus den Pfarrbezirken der Pfarrkirche St. Johann Baptist an der neuen Grenze zum Sprengel St. Severin und dem von Anno gegründeten Stift St. Georg mit seiner Pfarrkirche St. Jakob sowie der am Rhein gelegenen Kirche St. Maria Lyskirchen formte Anno den Vorstadtbezirk Oversburg. Zugleich löste er die für diesen neuen Bezirk bestehenden Zuständigkeiten der Gerichtsbarkeit von St. Severin und fügte dem neu gegliederten Oversburg westlich der Severinstraße gelegene Gebiete hinzu. Es war das Dreieck zwischen dem stadtnahen Teil der Severinstraße, dem Waidmarkt, dem oberen Blaubach und dem Perlengraben, ein Gelände, welches nach Keussen zuvor wohl dem Stift St. Pantaleon zugehörig war. Die südliche Grenze Oversburgs war nun die Linie Perlengraben/Katharinengraben mit dem dort beginnenden Bereich der Pfarre St. Johann Baptist.

### Pfarrkirche und Pfarrbezirk St. Johann Baptist

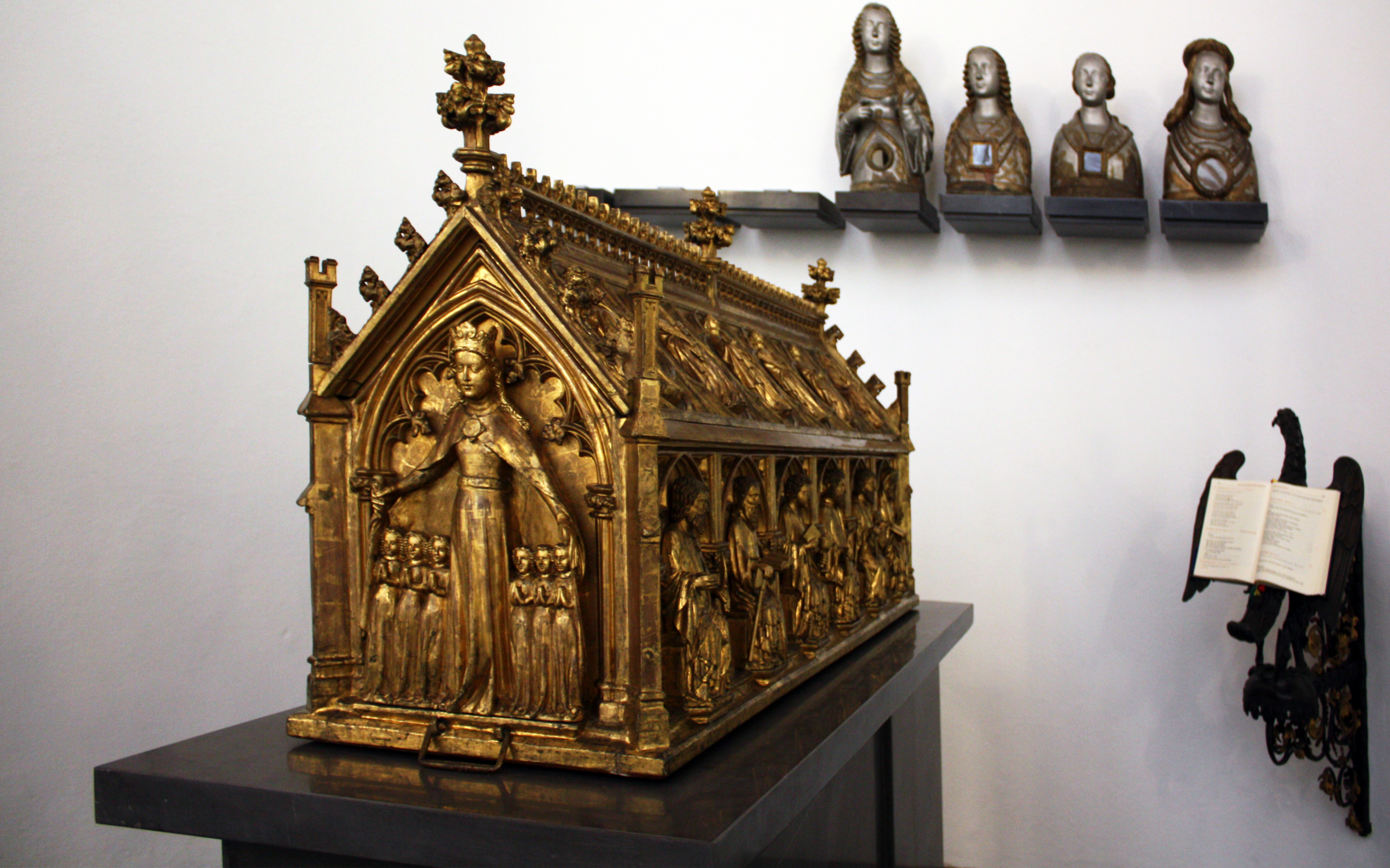
St. Johann Baptist, Antoninaschrein

Die anfänglich „Johanniskapelle“ genannte spätere Pfarrkirche St. Johann Baptist soll schon 641 als Kapelle des Stiftes St. Severin entstanden sein. Belegt ist ihre Stiftszugehörigkeit erstmals im Jahr 948 durch eine erzbischöfliche Urkunde. Nach Einbeziehung der Kapelle in die 1106 vorgenommene zweite mittelalterliche Umwallung der Stadt änderten sich die verwaltungsrechtlichen Beziehungen zur Pfarre St. Severin, St. Johann Baptist blieb jedoch in kirchlichen Angelegenheiten eng mit dieser verbunden.
Die inzwischen zu einem größeren Bauwerk erweiterte Kapelle, in der schon die Weihe eines Hauptaltares durch Erzbischof Philipp und später die Weihe von gleich fünf Altären im Jahr 1210 durch Erzbischof Dietrich erfolgte, lässt Rückschlüsse auf eine stark angewachsene Gemeinde zu. Spätestens ab 1210 soll der jeweilige Geistliche von St. Johann zu den „kölnischen Pfarrern“ gehört haben, jedoch behielt St. Severin das Besetzungsrecht der Pfarre. Bis 1802 wählten die Vertreter der Pfarrgemeinde St. Johann Baptist zwei Kandidaten, von denen der Propst von St. Severin dann einen als Pfarrer ernannte.

#### Baubeschreibung der mittelalterlichen Kirche

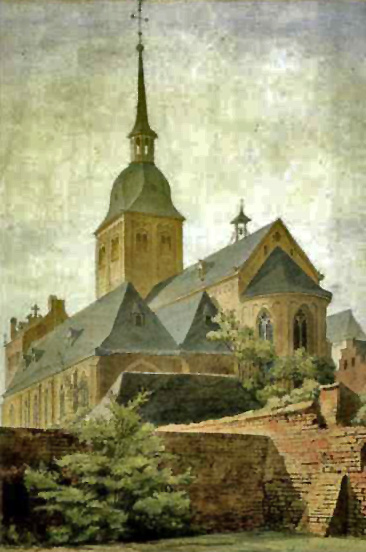
St. Johann Baptist um 1840

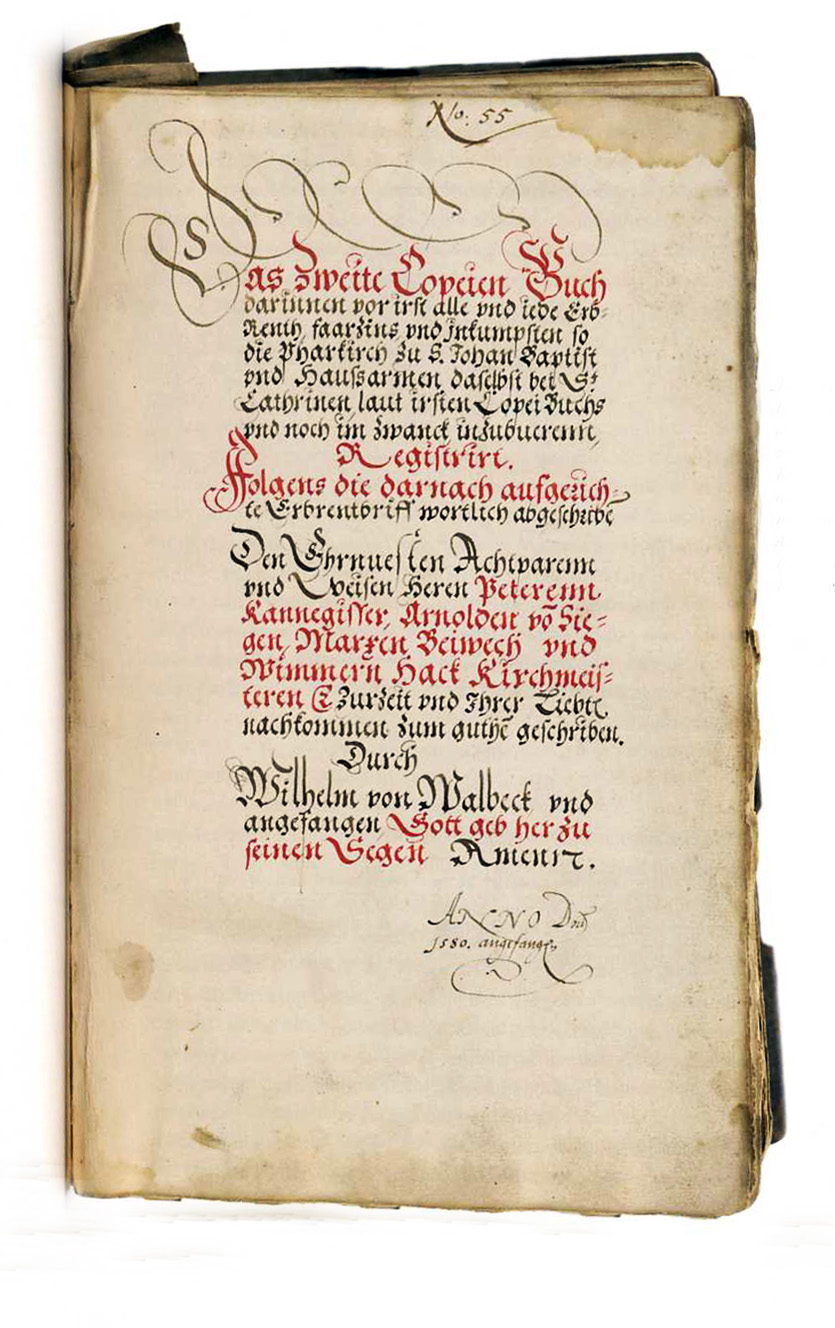
Titelblatt eines Kirchen- oder „Copeien“ Buches 1580

Die Kirche war eine dreischiffige Pfeilerbasilika mit Emporen, deren Mittelschiff im 1346 eingewölbt worden war. Sie erhielt im selben Jahr an ihrer Nordseite ein zweites Seitenschiff angebaut und wurde in östlicher Richtung verlängert. Zur Zeit der Osterweiterung (um 1450) wurde auch die Empore eingewölbt und die bisherigen Pult- durch Satteldächer ersetzt, die mit Schiefer gedeckt waren. Wahrscheinlich wurde 1500 ein zusätzliches Joch dem abknickenden Schiff an der Ostseite (Spielmannsgasse) angefügt. Diese Veränderungen sind auf Anton Woensams Darstellung von 1531 deutlich erkennbar, sie zeigt die beiden nördlichen Seitenschiffe mit ihren Satteldächern. Etwa 100 Jahre später wurde im Jahr 1538 auch die Südseite um ein Schiff erweitert, die Sakristei entstand, und die inneren Seitenschiffe erhielten ebenfalls eine gewölbte Decke.

#### Der Pfarrbezirk St. Johann Baptist
Ihrer Seelsorge zugehörig waren dann die Severinstraße vom Perlengraben bis zur Straße „Kleine Spitzengasse“ und diese selbst. Weiteres Betreuungsgebiet war die „Große Spitzengasse“ (von der kleinen bis Perlengraben), der Perlengraben nördlich der Severinstraße bis zur Straße „Große Spitzengasse“ sowie die Löwengasse, die Weber-, die Foller- und die Mathiasstraße, in der ein weiteres Gotteshaus, die kleine Matthiaskirche stand. Auch die „Große Witschgasse“ (an der schon mehrere Häusergruppen standen), der südliche Holzmarkt ab der Holzgasse, der Katharinengraben, die Nächels- und Klappergasse, die „Kleine Witschgasse“, die Spulmannsgasse und die Straße „An S. Katharinen“ und der südliche Mühlenbach von der Mathiasstraße bis zum Filzengraben unterstand der auch „Zint Jan“ genannten Kirche.
Kleinere geistliche Einrichtungen im Umfeld dieses Bezirks waren:
- 1311 wurde der Konvent Bonn in der Weberstraße (Wevergasse oder -straße) mit fünf Insassen gegründet. Er war eine Stiftung des Alberti de Bonna an eine Gemeinschaft von Beginen. Der Konvent wurde 1452 nochmals erwähnt und wurde später eine Einrichtung von St. Johann Baptist.
- 1325 gründete sich der Konvent Prume mit zehn Insassen in der Follerstraße. Stifter der Einrichtung war Ludwig von Lechenich. Die Einrichtung bestand bis zum Jahr 1465.[KII 5]

#### Kirchmeister und Stifter
Eng mit ihrer Pfarrkirche verbunden fühlte sich im 16. Jahrhundert die am Holzmarkt ansässige Familie von Siegen. Arnold von Siegen, der dem Kölner Stadtrat angehörte und wiederholt das Amt des Bürgermeisters innehatte, war wie auch zuvor sein Vater und später sein Sohn Kirchmeister an St. Johann Baptist. Von Siegen, der als Geschäftsmann zu erheblichem Vermögen gekommen war, wurde mit seinem sozialen Engagement zu einem der großen Stifter der Stadt, bedachte aber insbesondere seine Pfarrkirche. Im Text der Einleitungsseite eines so genannten „Kopeinbuches“ der Kirche, einer Handschrift eines Kirchenmeisters aus dem Jahr 1580, wurden einige der honorigen Vorgänger genannt. Angeführt wurden die Heren Peterenn Kannegisser, Arnolden von Siegen, Marxen Beiwech und Wimmern Hack.

#### Ende der mittelalterlichen Kirche
Die Kirche wurde Johannes dem Täufer und der heiligen Antonina mit ihren sechs Gefährtinnen geweiht. Sie war im Mittelalter die bevorzugte Kirche der Weberzunft und wurde auch die Grabstätte des Arnold von Siegen. Im Jahr 1943 wurde sie fast völlig zerstört. Sie wurde erst zwischen den Jahren 1961/63 durch den Architekten Karl Band wieder aufgebaut.

### Ordenskirche St. Katharina

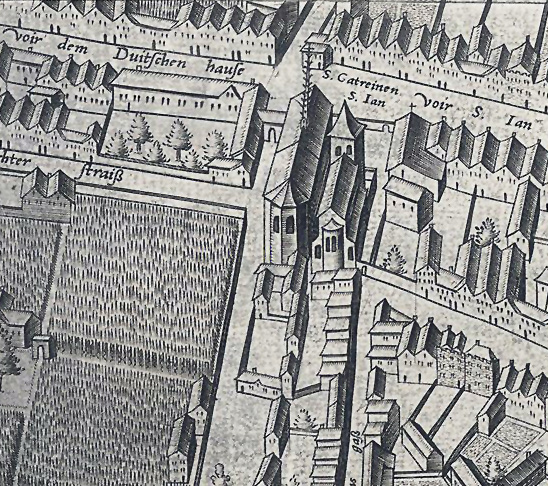
S. Catreinen, S. Jan

Neben St. Johann Baptist entstand am Anfang des 13. Jahrhunderts eine der heiligen Katharina geweihte Kirche. Einem Schreiben des Kölner Rates an Papst Honorius vom Jahr 1219 ist der Ursprung der Kirche zu ersehen. Danach ließ der Magistrat unmittelbar vor der alten Johannispforte (der Vorgängerin des Severinstores), am Schnittpunkt des alten Wallgrabens und der Severinstraße, ein Oratorium der heiligen Katharina weihen. Die Weihe wurde durch den Kölner Erzbischof Engelbert durchgeführt. Dem noch bescheidenen Bethaus wurde an seiner Rückseite durch den Kölner Bürger Heinrich Halverogge für den Ordensdienst ein kleines Hospital angefügt. Die danach aufgekommenen Streitigkeiten bezüglich der Pfarrzuständigkeit des Stiftes St. Severin wurden um 1220 durch eine einvernehmliche Vereinbarung der Streitenden beigelegt. Dieser Vereinbarung war zu entnehmen, dass die Gebäude in den Besitz des Deutschordens übergegangen waren.
Das kleine Gotteshaus wurde schon in der zweiten Hälfte desselben Jahrhunderts erneuert und im 15. Jahrhundert erweitert. Es befand sich am damaligen nördlichen Ende der Severinstraße, die dort den Namen „Vor Sankt Jan“ trug. St. Katharina wurde 1802 als Kirche aufgehoben und 1807 abgebrochen. Teile ihrer wertvollen Ausstattung befinden sich im Hessischen Landesmuseum (Altarbild von Stefan Lochner) und im Germanischen Nationalmuseum Nürnberg.
Hinter den beiden Kirchen befand sich ehemals einer der so genannten Elendskirchhöfe, auf dessen Gelände die Kölner Bürgermeisterfamilie de Groote eine Familienkirche errichten ließ.

### Kirchhöfe und Bestattungen
Alle neunzehn Kölner Pfarrkirchen hatten auch ein eigenes Begräbnisrecht. Der Klerus, honorige Bürger, Stifter und ihre Familienangehörigen wurden häufig innerhalb der Kirchen bestattet. Die „einfachen“ Mitglieder der Kirchengemeinden fanden ihre letzte Ruhestätte auf den den Kirchen anliegenden Kirchhöfen. Mit der Zunahme der Bevölkerung wuchsen die Kirchengebäude, die dadurch jedoch den Grund der Begräbnisplätze schmälerten. Da nicht alle Kirchen über Erweiterungsflächen verfügten und Feuerbestattungen den Katholiken untersagt waren, suchte man in Köln nach einer Lösung. So erhielt der frühere, hinter dem ehemaligen Katharinen-Hospital gelegene, 1335 als „ellendiger kirchooyv“ bezeichnete Kirchhof, durch die Stiftung des Jacob de Groote (d. J.) im Jahr 1676 eine neue Umfassungsmauer von etwa drei Metern Höhe. Der südliche Abschnitt der Mauer hatte einen Eingang sowie drei vergitterte Öffnungen. Hinter zwei dieser bei Bedarf zu öffnenden Gittern, wie auch bei einer weiteren Öffnung in der Nordmauer, befanden sich auf dem Friedhof selbst separate Einfriedungen, die durch „Einwürfe“ mit Gebein der übervollen, anderen Kirchhöfe angefüllt werden konnten.

### Das Chorherrenstift und seine Kirche St. Georg

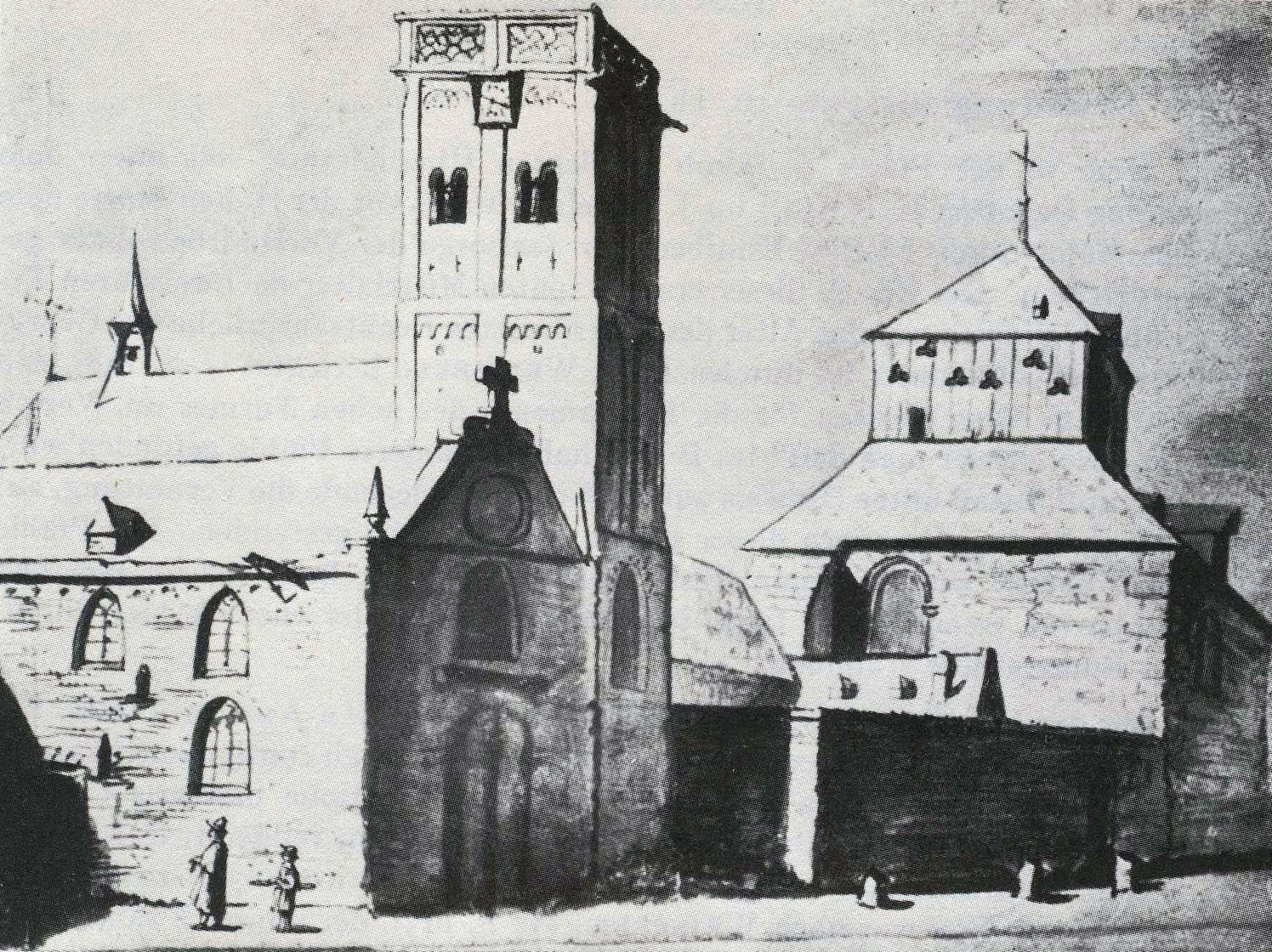
Stiftskirche St. Georg und ihre Pfarrkirche St. Jakob (links) um 1664/65

Das Kollegiatstift soll an der Stelle eines frühen Oratoriums durch Erzbischof Anno im Jahr 1059 gegründet und seine Kirche im Jahr 1067 geweiht worden sein. Der in der Mitte des 12. Jahrhunderts eingewölbte romanische Bau überdauerte die folgenden Jahrhunderte im Wesentlichen unbeschadet und gehört heute zu den ältesten Kirchenbauwerken Kölns. Diese Stiftung Annos mit der ihr zur Seite gestellten Pfarrkirche St. Jakob wurde zum Kern des neuen Bezirks Oversburg.

#### Besitzungen des Stiftes
Der Grundbesitz des Stiftes St. Georg hatte eine beachtliche Größe, dennoch war er im Vergleich mit vielen anderen Kölner Stiften und Klöstern eher bescheiden.
Das Stift besaß schon zu seinem Anfang fünf Fronhöfe, so die in den südlich der Stadt gelegenen Orten Lengsdorf, Sürth und Vochem, aber auch in Pulheim und Holzheim. Die Übertragung dieser Höfe dürften Teil der Stiftung Annos gewesen sein, da sie in einer Urkunde Annos des Jahres 1067 genannt wurden.
Im Laufe der Jahrhunderte erfolgte ein häufiger Wechsel des Stiftsbesitzes. Älterer ging verloren, neuer Besitz, wie Höfe in Rodenkirchen und Erp wurde erworben. Das Stift hatte nach Aufzeichnungen aus dem 16. Jahrhundert Einkünfte an Naturalien aus weiteren Ländereien in Badorf, Efferen, Weiß, Blatzheim und Niederbolheim und aus Zehntanteilen in Homberg, Rosellen, Soest und weiteren Orten im Sauerland. Hinzu kamen Einkünfte aus Kapitalerträgen wie Memorienstiftungen, Renten, Obligationen innerhalb und außerhalb Kölns sowie Erträge durch Zinshäuser in Kölner Vierteln.

### Pfarrkirche- und Bezirk St. Jakob

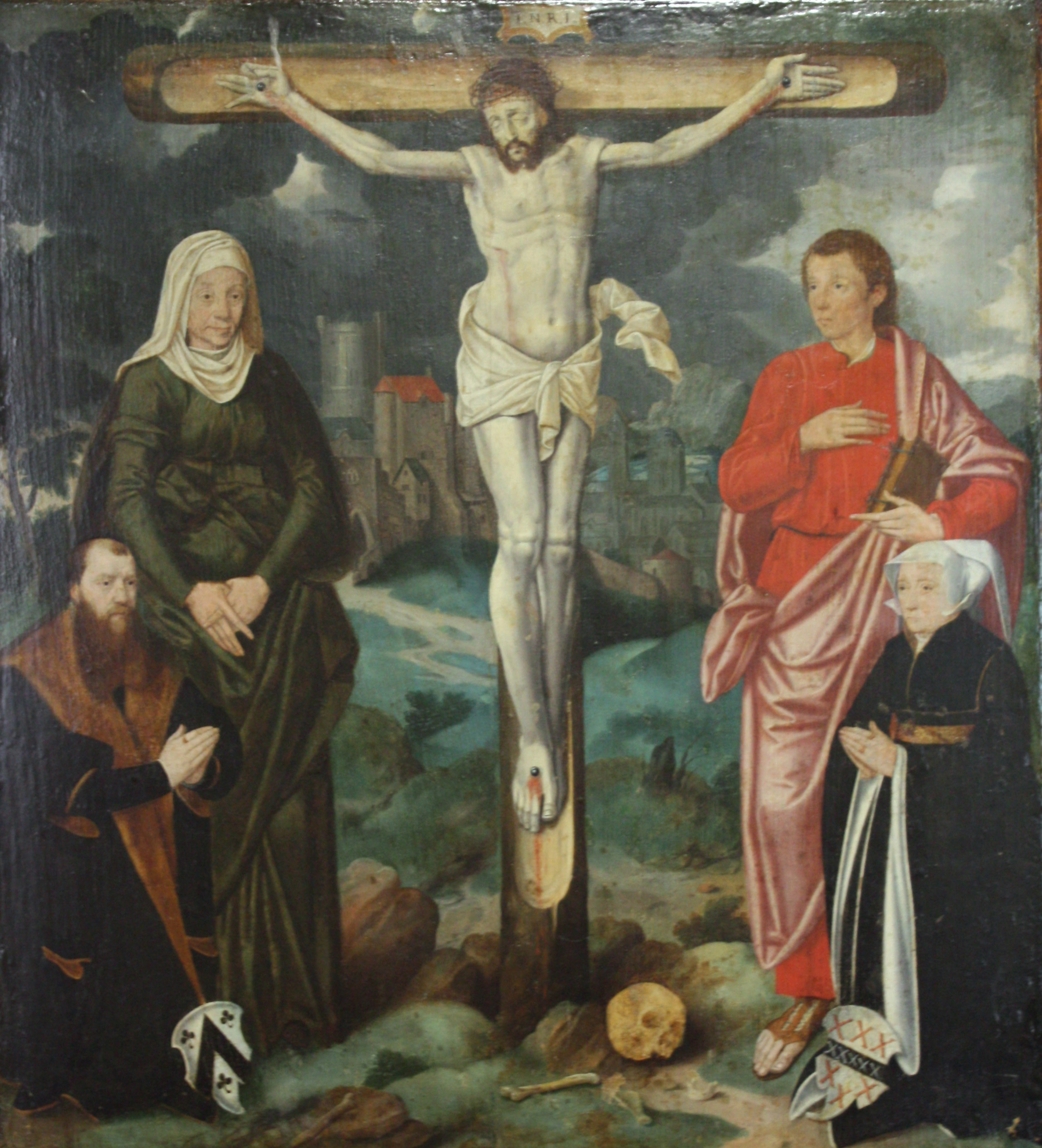
Mittelteil des Triptychons aus der Turmhalle der 1803 geschlossenen Kirche St. Jakob (Zeughaus Köln)

Die zwischen den Jahren 1059 und 1070 ebenfalls auf Veranlassung des Erzbischofs Anno errichtete Kirche wurde nach den erhaltenen Berichten des Kölner Ratsherren und Chronisten Hermann von Weinsberg 1534 durch einen Neu- oder Erweiterungsbau zum großen Teil ersetzt.
Weinsberg, der wie Arnold von Siegen in St. Johann Baptist ebenfalls neben seinem politischen Amt auch als Kirchmeister fungierte, beschrieb weitere Details „seiner Kirche“, die er außerdem mit Stiftungen unterstützte.

#### Baubeschreibung

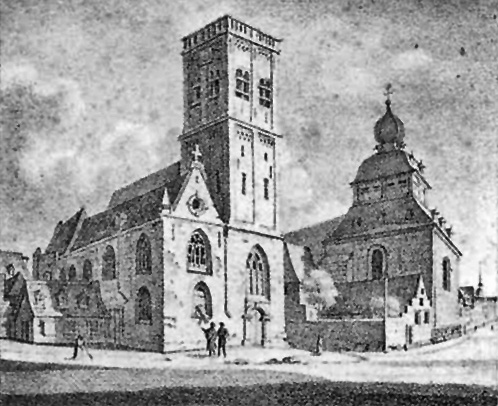
St. Jakob kurz vor ihrer Niederlegung

1537 wurde ihr neuer fünfseitiger Chor eingeweiht. Danach erfolgte die Erneuerung des Langhauses mit Seitenschiffemporen. 1540 wurde der Breite des Mittelschiffs entsprechend an der Westseite ein Turm angefügt, der jedoch aus Geldmangel nur bis zum ersten Gesims ausgeführt worden war und erst 1547/48 bis auf die Höhe des Glockenstuhls aufgebaut wurde. Der später mit einer Maßwerkgalerie abschließende Turm wurde mit seinem im Jahr 1561 eingesetzten Uhrwerk mit Glockenschlag und weithin sichtbaren Zifferblatt zum Wahrzeichen des Viertels.
Noch zum Ende des 18. Jahrhunderts wurde die spätgotische Maßwerkbrüstung des Turms in klassizistischem Stil ersetzt und in seiner bis dahin geschlossenen Westwand ein Portal eingefügt. Mit der Säkularisation wurde St. Jakob 1802 als Kirche aufgehoben, die Gottesdienste erfolgten nun in der Kirche St. Georg, die ihren Status als Stift verloren hatte. St. Jakob wurde 1825 nach Zustimmung der preußischen Regierung auf Abbruch versteigert.

#### Pfarrbezirk St. Jakob
Die Pfarrkirche St. Jakob stand nur eine Straßenbreite weit (die spätere Georgstraße) südlich neben der Stiftskirche St. Georg. Ihr unterstand im Vergleich zu St. Johann Baptist und St. Maria Lyskirchen ein relativ kleiner Bezirk, zu dem der Waidmarkt und die Severinstraße bis zur Straße „Kleine Spitzengasse“ und Löwengasse, der Blaubach bis Weißbüttengasse, die Weißbüttengasse bis zur Weißbergereckgasse, die „Große Spitzengasse“ (nördlich) bis an die „Kleine Spitzengasse“ gehörten sowie der Mühlenbach bis zur Mathiasstraße an der dort später errichteten Malzmühle. Den höchsten Anteil der Gemeindemitglieder des neuen Pfarrbezirks stellten jedoch die Anwohner des Waidmarktes.

#### Waidmarkt und Umfeld
Der überwiegend den Waidhändlern als Handelsplatz dienende Waidmarkt war ein verbreiterter Teil der Severinstraße, wie diese führte er anfänglich (1261) den Namen „lata platea“, die „Breitestraße“. Später nannte man den Markt (1316) „super weitmarte“, dann (1320) „forum xandicis“ und fast ein Jahrhundert später (1408) „weydtmarkt“. Mercator bezeichnet (1571) den Platz als „Der Weismarkt“.
An der Südseite des Platzes befand sich eine durch einen Abzweig des Duffesbaches gespeiste große Viehtränke. Seine Ostseite begrenzten die später mit einem gewölbten Gang verbundenen Kirchen St. Georg und St. Jakob. Diesen gegenüber, zwischen der Weissbüttengasse (anfänglich Butter- und Butgasse) und dem Blaubach, oberhalb der westlichen Seite des Waidmarktes war eine religiöse Gemeinschaft ansässig geworden (Konvent St. Jakob), aus der 1251 das Hospital St. Georg entstand. Für ein Haus auf dem Gelände der „Butgasse“ hatte der Konvent der „Frauenbrüder“ im Jahr 1384 dem Dechant und dem Kapitel von St. Georg einen Zins von zwölf Mark cölnisch zu zahlen, wobei dieser Zins im Verhältnis zu anderen Konditionen im Viertel (bei denen auch das Doppelte gezahlt wurde) recht bescheiden war.
1426 gaben Dechant und Kapitel von St. Georg zwei Hofstätten in der Butgasse, auch die Spitze genannt, in Erbpacht.

Kunstwerke der frühen Kirchen des Waidmarkts
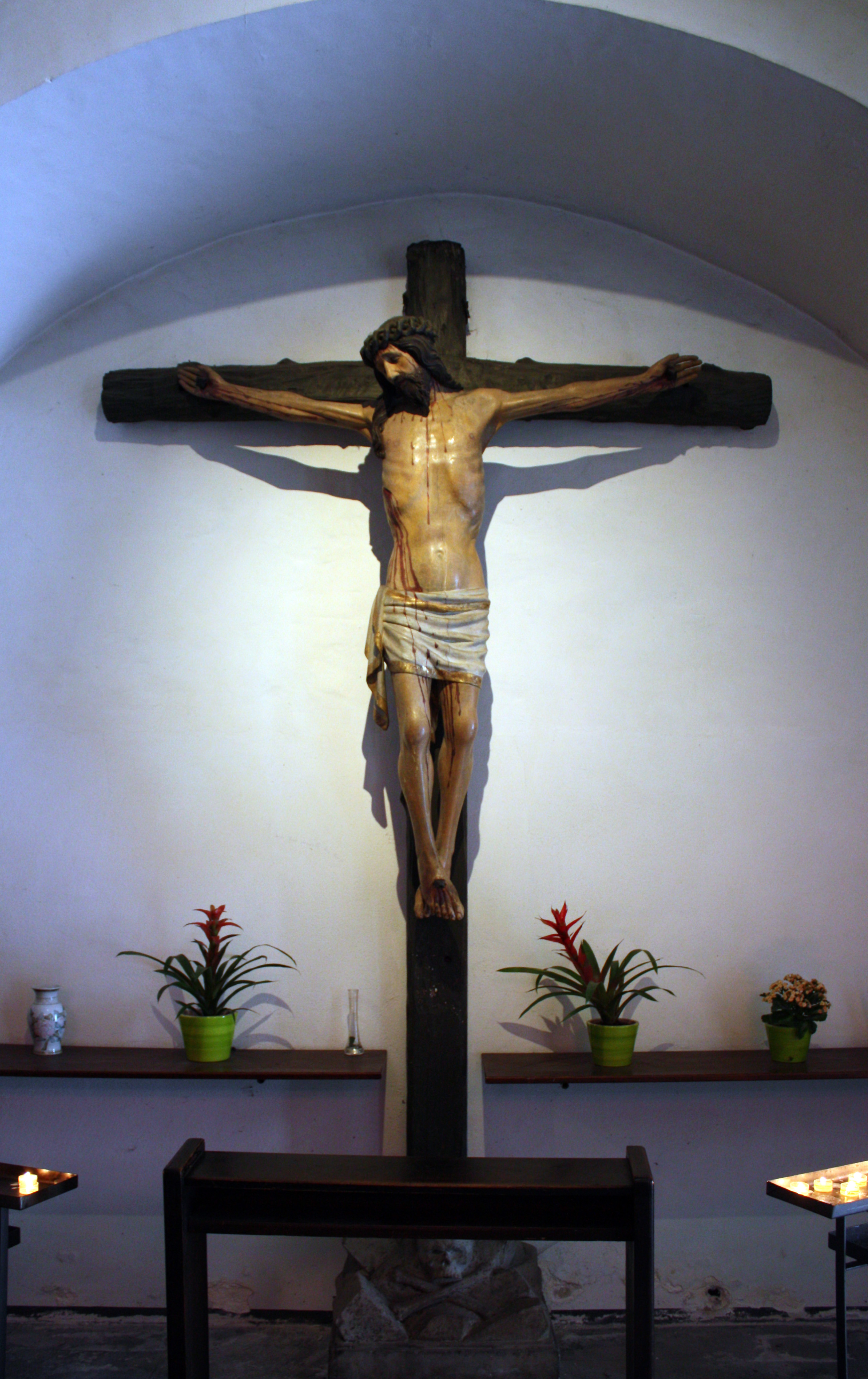
Kruzifix um 1440, ehemals in St. Jakob
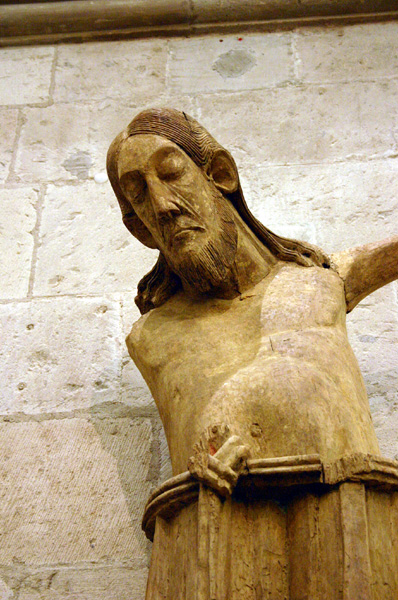
Torso des Georgskruzifixus (um 1067)
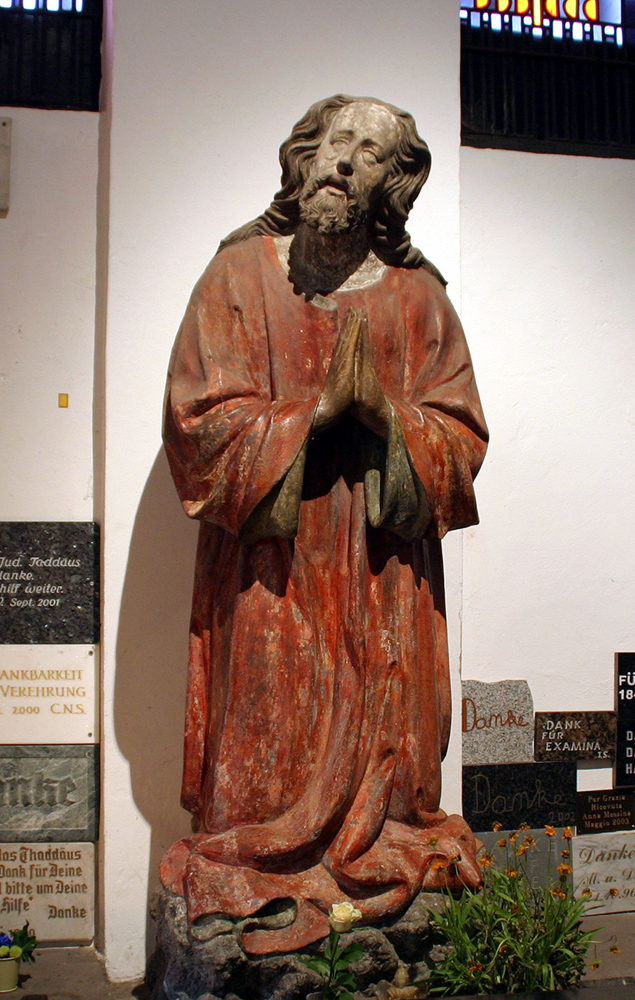
Christus am Ölberg 16. Jahrhundert, ehemals Karmeliterkirche

Auf dem sich südlich dem Waidmarkt anschließenden Gelände westlich der Straße „Vor den Frauenbrüdern“ befand sich der Besitz des „Ritters Brun“ vom Bonner Hof. Nach der Klosterüberlieferung des späteren Kölner Karmeliterklosters soll Bruno bereits 1198 als Kreuzfahrer Kontakte zu den Ordensbrüdern vom Berg Karmel in Palästina gehabt haben, die ursächlich für die spätere Gründung des Konventes der Karmeliter neben dem Waidmarkt gewesen sein sollen.
An der Severinstraße, südlich des Klosters der Karmeliter, entstand 1573 die Deutschordenskommende Jungen-Biesen. Dort hatte Heinrich von Reuschenberg zur Errichtung einer neuen Ordensniederlassung 1573 an der Severinstraße das „Haus zum Bierbaum“ (1320 dom. Birbome, und war Ailbrechts vom Birhouven (huys) auf dem Ort zur Bonnergasse), erworben, sowie im Jahr 1584 das Gelände des benachbarten Bonner Hofes.
Das nordwestliche Ende des Waidmarktes war an der Straße bestanden mit einer Rossmühle, dem das Pfarrhaus von St. Georg und St. Jakob folgte. An der sich danach verjüngenden Platzfläche stand vor dem Blaubach eine Grutmühle. Die zur Bearbeitung des Gruts erforderliche Mühle war wohl auch Zulieferer der in späterer Zeit häufiger werdenden Kölner Brauereien (später wurde es durch den Hopfen verdrängt), von denen der Rat eine durch Wasserkraft betriebenen Mühle unterhalb des Waidmarktes am Malzbüchel erbauen ließ.
- 1248 hieß die ergänzende Adresse des „dom. Horheim“ am Waidmarkt „versus altem Portam“, und 1354 erfolgte die gleiche Angabe für das Haus „Molandium“, also Zeitangaben, zu denen das Südtor der römischen Stadtmauer noch stand.
- 1408 wurde in den Quellen eine Herberge Guylge am Waidmarkt genannt, sie bestand noch 1538, und nannte sich dann „Zum weißen Pferde“.
- 1465 wurde laut Zunfturkunde einem Färber gestattet, zu seinem Hause (allernächst dem Hause „zom Lyntworme“) am Waidmarkt, eine Wasserleitung vom Bach her zu bauen.
- 1571 wurde das Haus „Zum roden Aren“ auf dem Waidmarkt für die Kirchspielschule St. Jakob angekauft, die dann ihren Betrieb aufnahm.[KII 9]

### Pfarrkirche- und Bezirk St. Maria Lyskirchen

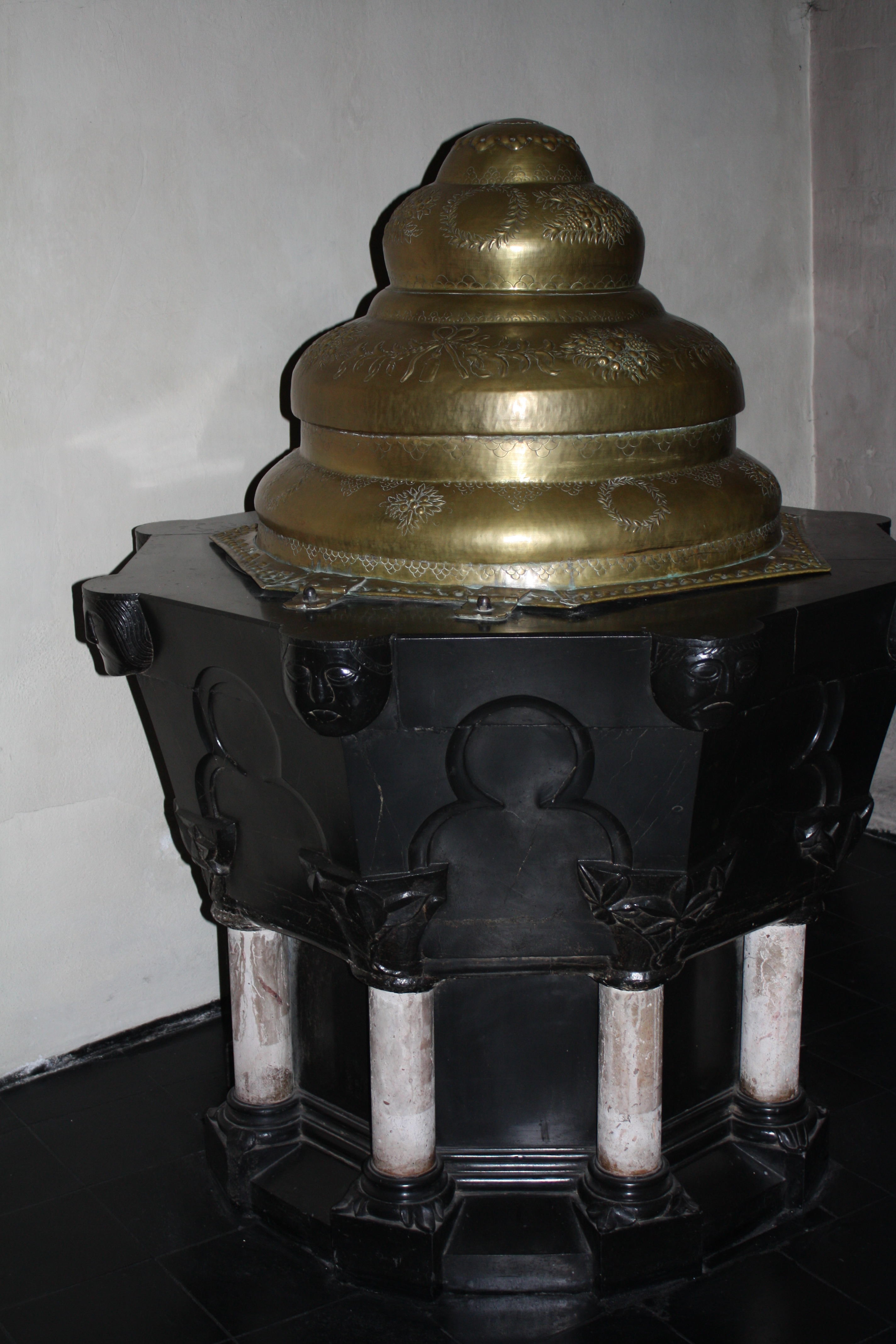
St. Maria Lyskirchen, Taufstein aus dem Ende des 13. Jahrhunderts

St. Maria Lyskirchen wurde erstmals im Jahr 948 erwähnt. Zu diesem Zeitpunkt wurde sie als wahrscheinliche Eigenkirche des wohlhabenden Bürgers „Lisolvi“ mit der Bezeichnung „S. Maria Elemosyna“ in der oben angeführten Urkunde des Erzbischofs Wichfried erwähnt. Auch noch im Jahr 1135 wurde sie als „eclesia Lisolvi“, die Kirche des „Lysolf“, bezeichnet. Nach der Einbeziehung des Viertels in die Umwallung von 1106 und dem dadurch ausgelösten Zuwachs der Ansiedler war das Kirchengebäude des sich nun vergrößernden „Dörfchens Nothausen“ zu klein geworden, so dass in den Jahren 1190/1200 mit einem Neubau begonnen wurde.
Die in der staufischen Zeit entstandene Kirche war wegen ihres eng bebauten Umfeldes zur Westseite ganz auf das Rheinufer ausgerichtet und ziert so das südliche Stadtpanorama noch heute. Um 1180 wurde die Kirche in die entstehende rheinseitige Stadtbefestigung eingebunden. So soll eine um 1200 an der Ostseite der Apsis angefügte gewölbte Sakristei teilweise auf der Stadtmauer gestanden haben. Der über lange Zeit unvollendete Turm der Kirchensüdseite diente mit seinem Obergeschoss der Aufbewahrung des anfänglichen Kirchenschatzes. Die als Aussichtspunkt der städtischen Soldaten dienende Turmplattform war über eine Stiege erreichbar und konnte im Verteidigungsfall durch die im Turmuntergeschoss eingerichtete Waffenkammer versorgt werden.

#### Weiterentwicklung der Kirche
Auf der Ostansicht Finkenbaums, etwa ein Jahrhundert nach der Abbildung Arnold Mercators im Jahr 1571, lag die Kirche hinter der rheinseitigen Mauer und zeigte sich als eine gewölbte Emporenbasilika mit rechteckigem Chor sowie mit zwei sie flankierenden Türmen. Der linke Turm war zu dieser Zeit noch nicht ausgebaut. Die Apsis des Chores hatte eine Balustrade erhalten, und die hohen Fenster wiesen dreibahnig gestaltetes Maßwerk auf. Die ursprüngliche Gliederung der Fenster mit einer Zwerggalerie über einem Plattenfries wurde 1531 durch Anton Woensam und 1632/36 auch in einer Zeichnung von Wenzel Hollar dargestellt. Wahrscheinlich erfolgte der Umbau in der Mitte des 17. Jahrhunderts.

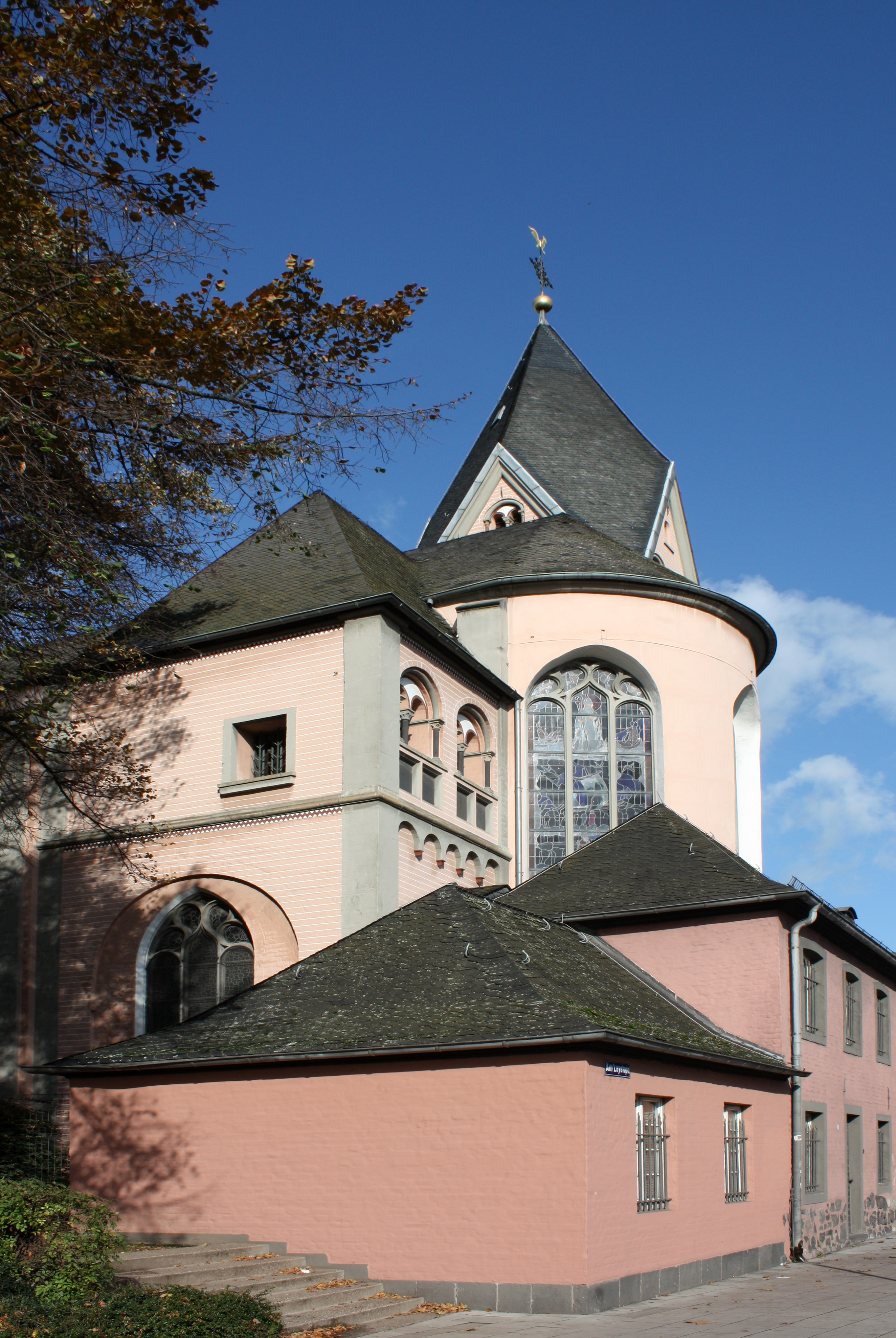
St. Maria Lyskirchen heute
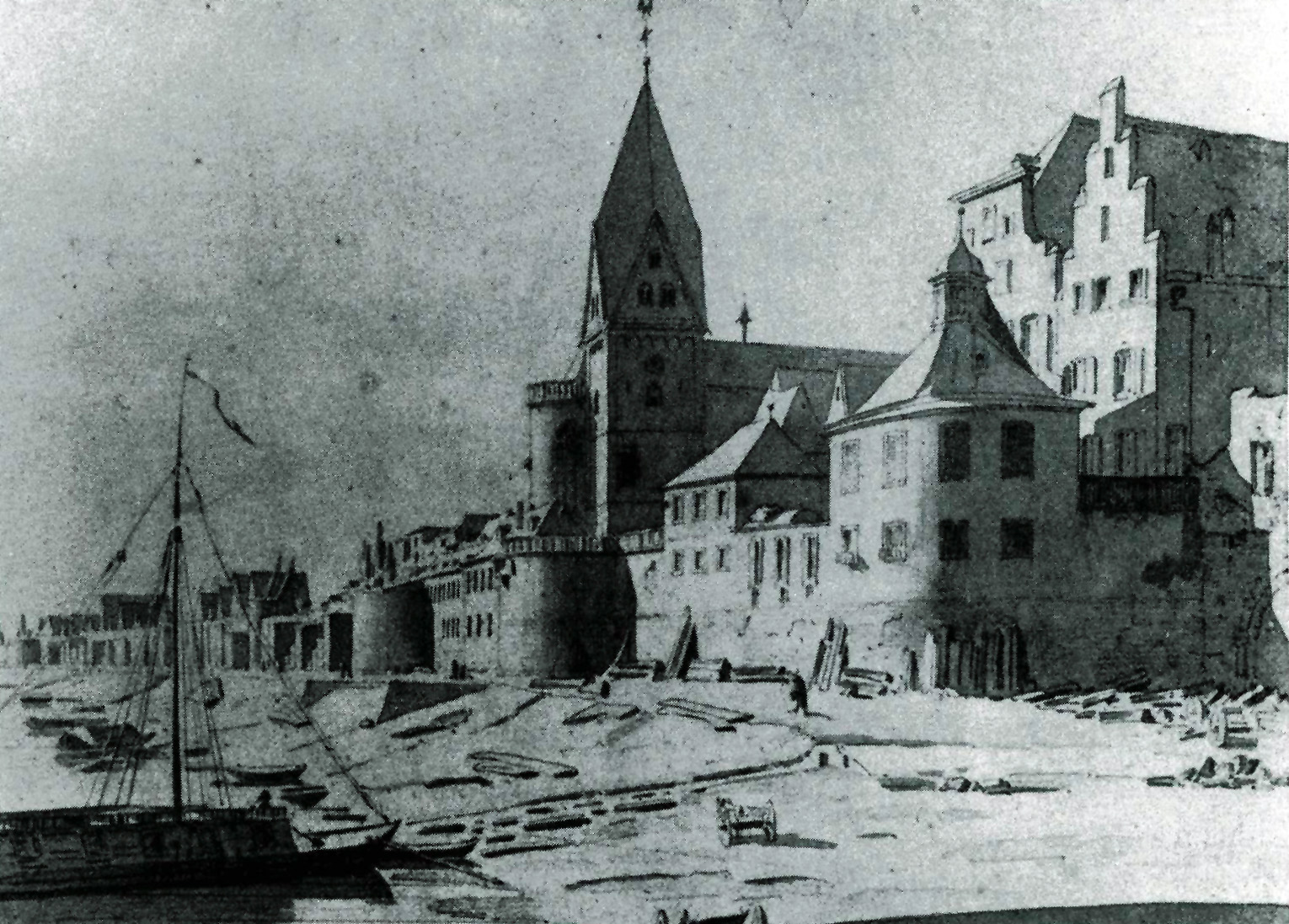
Lithographie J. A. Wünsch um 1827
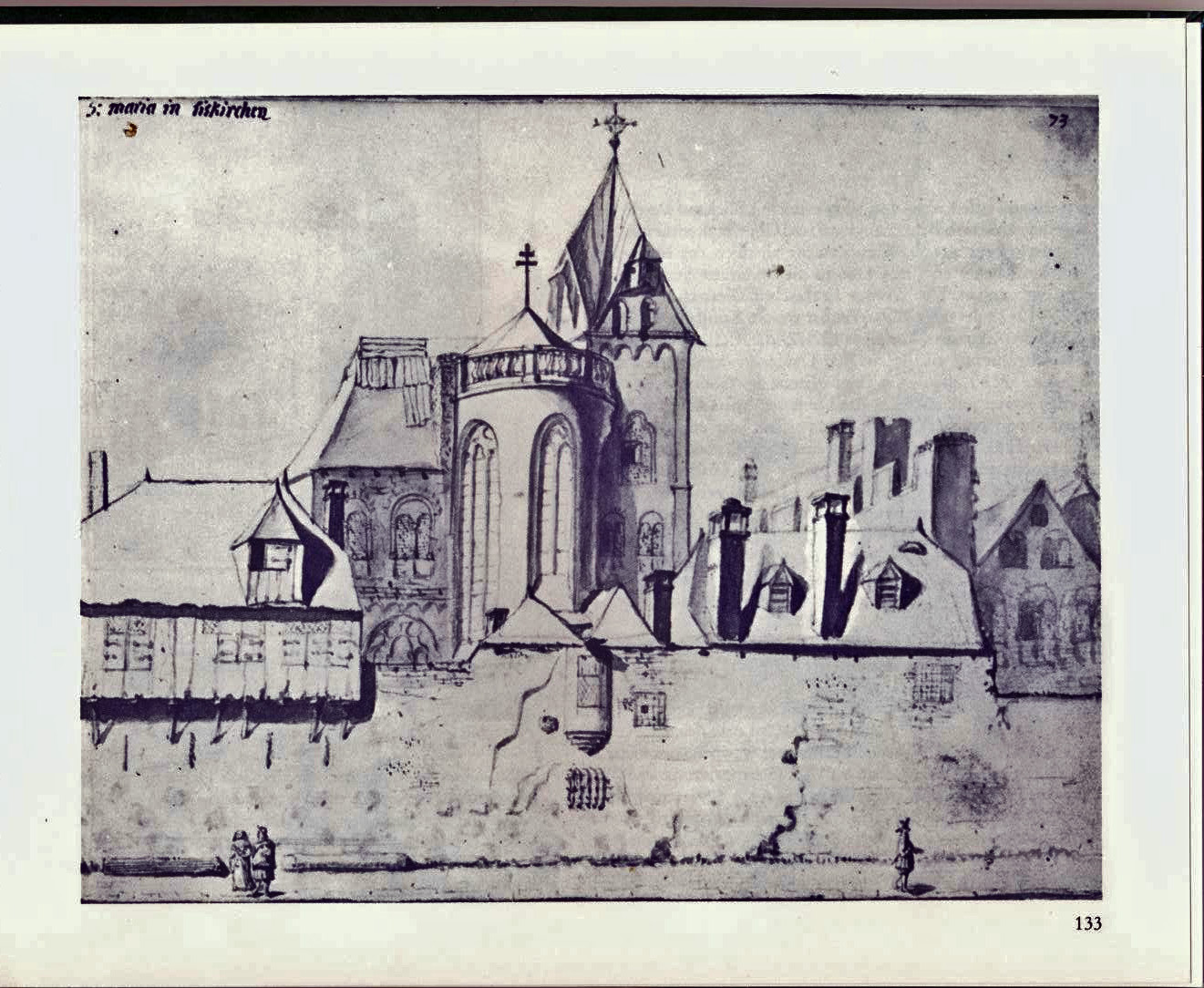
Darstellung Finkenbooms 1665

Nach Binding zeigt die Darstellung von Finckenbaum links über der Stadtmauer das breite überkragende Fachwerkobergeschoss des Küsterhauses. Rechts davon befand sich ein zwischen den Jahren 1446 und 1468 entstandener Erker. Die Fenster, Dächer und zwei Kamine weiterer Gebäude und die rechts dahinter liegenden Giebel befanden sich in der Straße „An St. Lyskirchen“. Die hinter der höher geführten zinnengekrönten Mauer hinter den Schloten zu sehende hohe Zinnenmauer entstammte der ersten Bauzeit um 1160/1170. Das am Bildrand rechts eingezeichnete Gebäude bezeichnete Binding als Haus Nummer zwölf der Straße, es soll das 1848 abgebrochene romanische Pfarrhaus St. Maria Lyskirchen (seit 1652) gewesen sein, welches zuvor das Stammhaus der Familie Lyskirchen war.

#### Der Pfarrbezirk

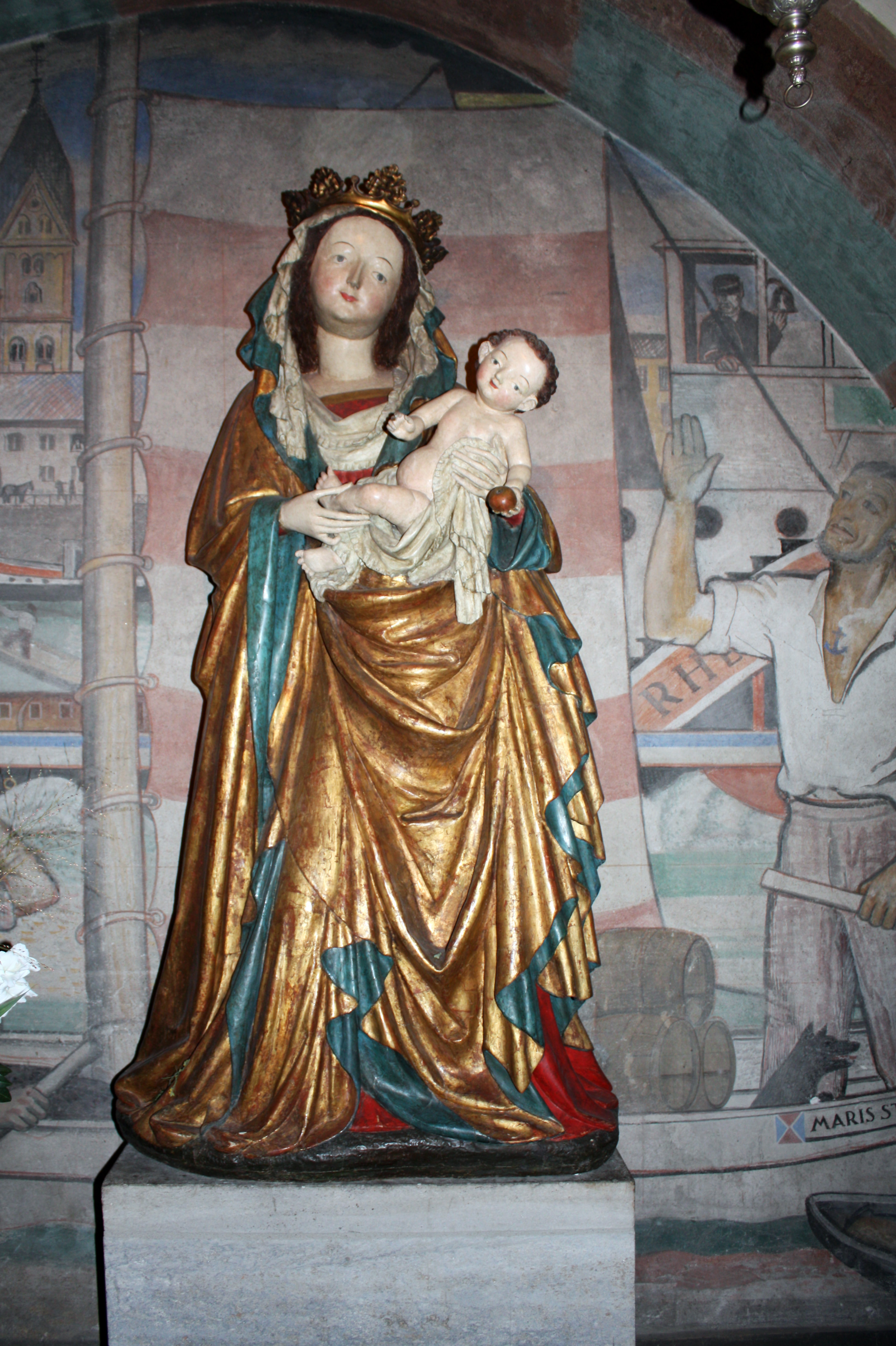
Die „Schiffermadonna“ von St. Maria Lyskirchen (um 1420)

Der Bezirk Lyskirchens umfasste die Straßen Filzengraben und „An Lyskirchen“, die Holzgasse, den größeren Teil der Straße „Große Witschgasse“ und den Holzmarkt bis zur Holzgasse.
In seinem zivilen Dasein entwickelte sich der Bezirk Lyskirchen zu einem der Kernbereiche der Vorstadt Oversburg, in dem vor allem die Rheinschiffer und Ruderknechte sowie die Fuhrleute und Sackträger wohnten.

#### Filzengraben und Umfeld
Die Straße „Filzengraben“ war wie heute die Verlängerung der Straße „Mühlenbach“ und endete am Rheinufer. Anfänglich nannte man diese Straße nur den Stadtgraben (civitatis fossa). Der vor der Römermauer ostwestlich verlaufende Stadtgraben bildete die Grenze zu den in diesem Bereich jenseits des Grabens gelegenen Bezirken St. Maria Lyskirchen und St. Jakob in der neuen Vorstadt Oversburg. Durch den Graben floss der aus der Region Hürth kommende Bach, der sich in der Höhe des Malzbüchels (spätestens zur Zeit Mercators) gabelte, dann die spätere Ratsmühle (Malzmühle) antrieb und weiter seinen Weg über den Filzengraben zum Rhein nahm. Die nordöstliche Ableitung seines Wassers speiste die Viehtränke am Heumarkt.
Am Filzengraben stand die schon 1165 erwähnte Badestube „Montabauer“, die im Jahr 1439 vom Rat erworben wurde, um dort eine Mehl- und Kornwaage zu errichten. Die Badestube war eine der seit dem 12. Jahrhundert in Köln nachgewiesenen öffentlichen und konzessionierten Einrichtungen, deren Betreiber eine hohe Pacht an die Stadt zu zahlen hatten.
Die neben der Badestube stehende Kapelle St. Sergius am Rheingassentor (nach dem Thurnmarkt zu) hatte Bestand von 1148 bis 1569. Auf dem Thurnmarkt hatte der Rat zur Erhebung des Rheinzolls im Jahr 1483 das Haus zum Juden angekauft. Die alten Zollhäuser an den Landtoren des Stadtwalles von 1106, das am Eigelstein und die an der Ehren- und Schafenpforte, waren in Privatbesitz übergegangen. Auch die neueren Datums, die zwei Zollhäuser an der Severinstraße und die neuen am Eigelstein und auf der Weyerstraße, waren zu dieser Zeit in privater Hand.

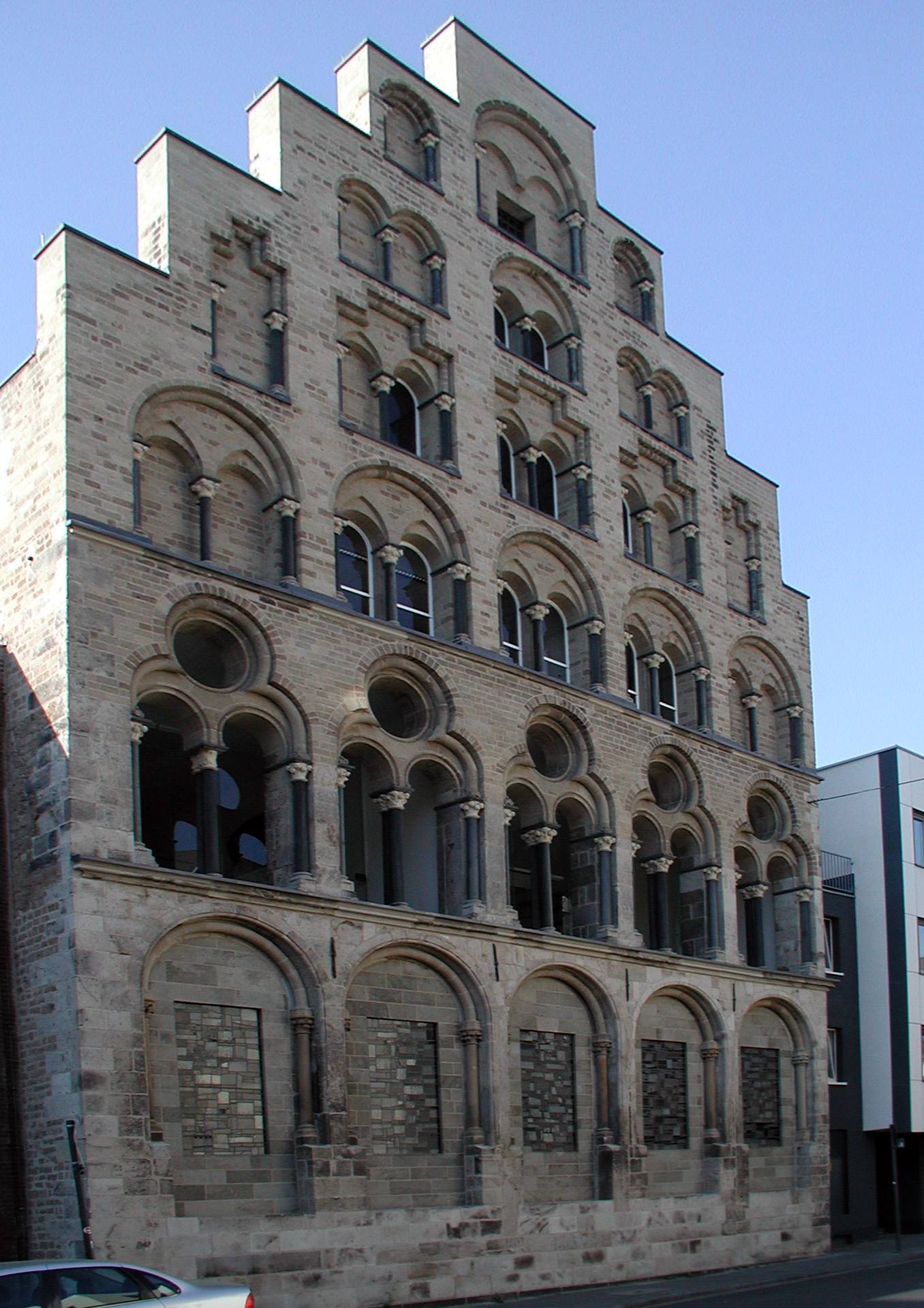
Overstolzenhaus
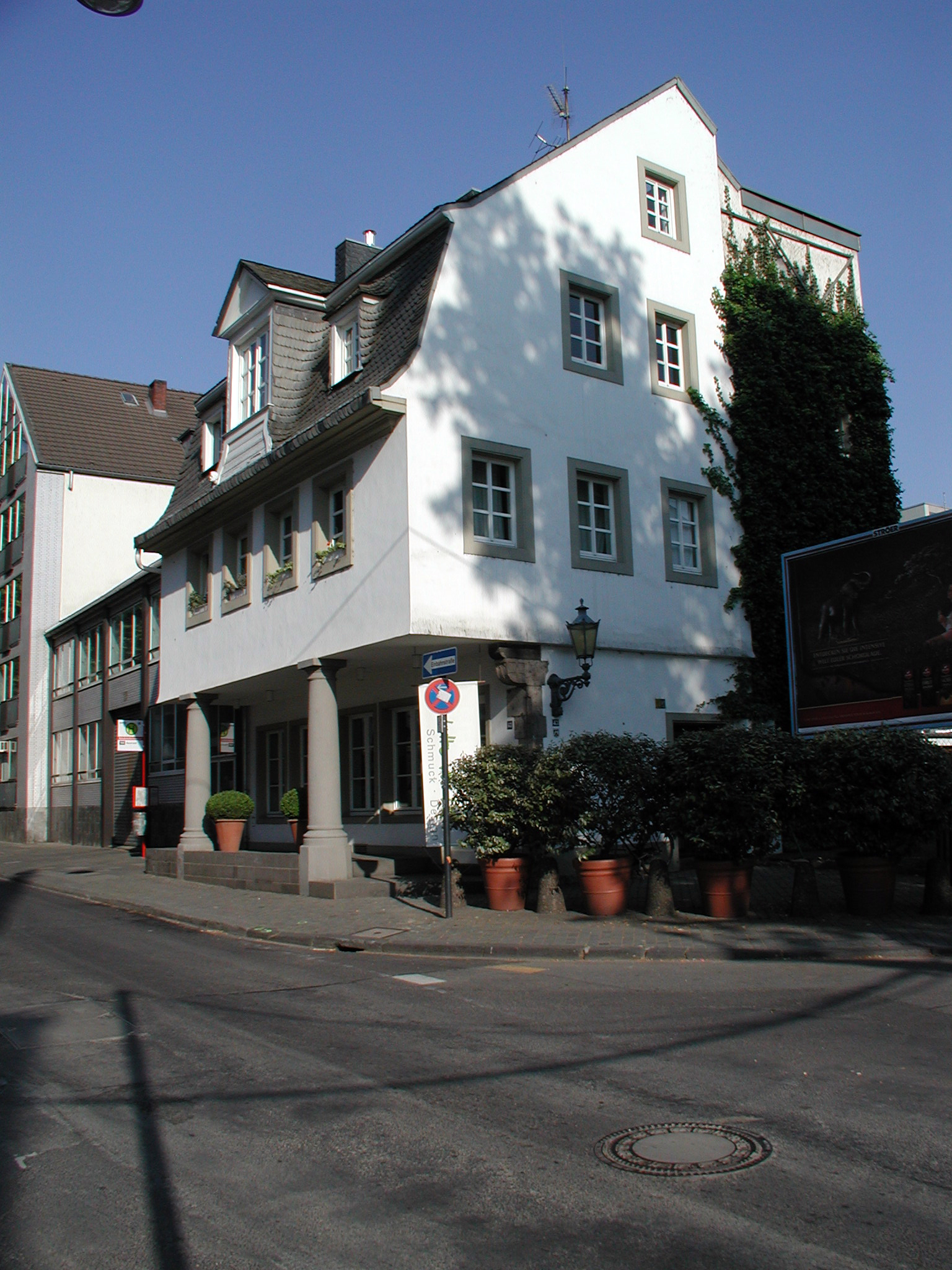
Ehemaliges Haus „Vromoli“
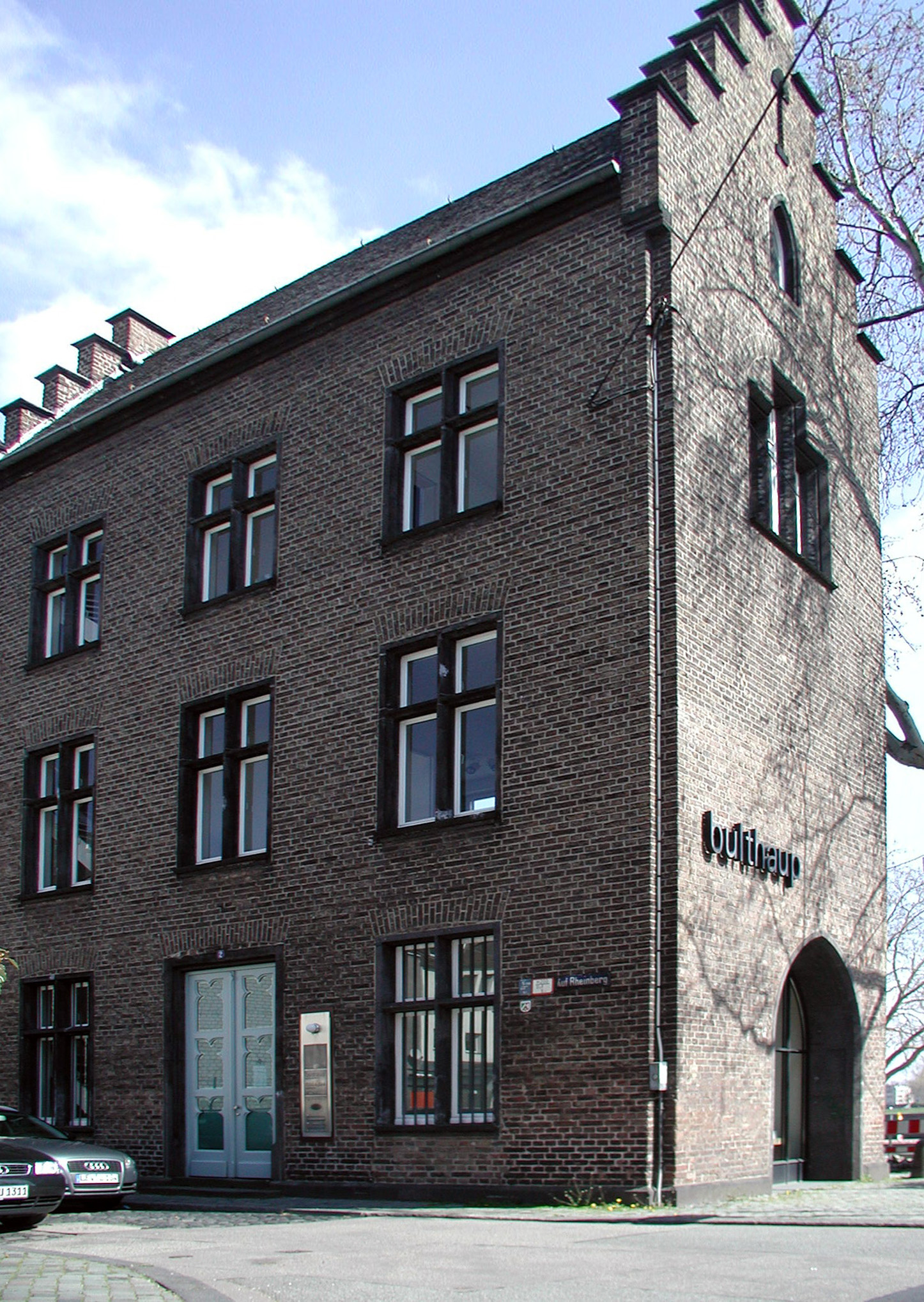
Auf Rheinberg 2

Das Gelände zwischen den Parallelstraßen Filzengraben und Rheingasse war bevorzugtes Wohngebiet etlicher Patrizier- und Bürgermeisterfamilien. Viele dieser Häuser, denen sich an der Rückfront angelegte Gärten anschlossen, waren von beiden Straßenseiten zugängig. Hier stand nicht nur das prachtvolle, noch heute erhaltene romanische Haus des Schöffen Werner Overstolz (um 1225), sondern auch das des Mathie Overstolz (1355), das des Godescaldi Overstolz (1369), der sich dort ein großes Grundstück (versus Rhenum) mit Gobelini Hardevust teilte, welches ihnen das Stift St. Kunibert in Erbleihe gegeben hatte. Ein weiteres Haus war im Besitz des Arnold de Palacio (1361), und neben (allernächst) einer dortigen Weinschule hatten Everhard Haerdefu(y)st und seine Frau Jungfer Cathryngins vom Hirtze zwei Häuser in Besitz (1444). Neben dem ebenfalls zu dieser Zeit dort ansässigen Johannes von der Ehren stand seit 1293 ein unterkellertes Haus der Amtleute von St. Martin (cellarium superius situm sub Archibus in Vilcengrave retrodomum officialium s. Martini cum lobio). Für 1427 vermerken die Akten: Schiffe mit Schiefersteinen sollen halten „beneden Vilyzengraben“ zum Verkauf. Neben der ab dem 15. Jahrhundert aufkommenden Bauweise mit der Verwendung von Ziegeln, lösten Schiefer- wohl meist die Strohdächer ab und verminderten so die Brandgefahr.
Ein im Mittelalter verbreiteter Wohnhaustyp steht noch heute am Filzengraben, der ehemaligen Bezirksgrenze von Oversburg und der Rheinvorstadt. Das an der Straßennordseite stehende unterkellerte Haus Vromols wurde 1294 erstmals in den Quellen erwähnt. In den Schreinseintragungen heißt es zu dem Erwerb des Rudgeri Vromols: 1 mans. de 2 mansionibus sub tecto in Vilcivgraven super Porte ex opp. domus Engelant versus Renum et cellarium iuxta cellarium predicti Vromoli tendens sub domum Rudgeri. Zwischen 1428 und 1445 ging das Haus in den Besitz des Rates über.

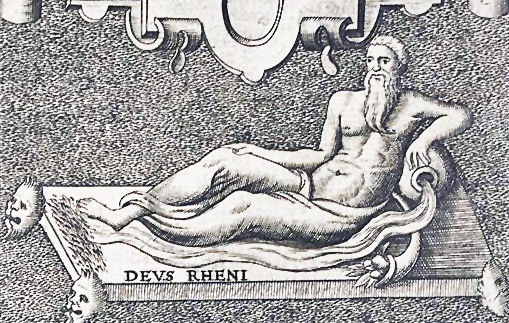
Darstellung des Rheingottes „DEVS RHENI“ durch Arnold Mercator

Das am Ende des Filzengraben an der Rheinuferstraße stehende Staffelgiebelhaus aus Backstein steht unter Denkmalschutz. Es markiert die Bebauung auf der Linie der niedergelegten Stadtbefestigung am Rhein und war der Standort des ehemaligen Saphirturmes.
Der Konvent der Servitessen hatte sich bereits zu sehr früher Zeit im Umfeld der Straße „Am Kattenbug“ in der Vorstadt Niederich gegründet, von wo sie 1639 an den Filzengraben umsiedelten. Dort erwarben sie ein bisheriges Klarissenkloster, dessen Konvent an den Neumarkt umgezogen war. Die Servitessen übernahmen auch die zwischen 1612 und 1613 im Stil der Spätgotik erbaute Kirche St. Lucia. Durch den Kommissar des Erzbischofs Ferdinand von Bayern, dem das Kloster nunmehr unterstand, wurde im Jahr 1641 die Klausur eingeführt. In der Folgezeit erlebte das Kloster seine Blütezeit und konnte seinen Besitz umfangreich erweitern. Bis zur Aufhebung des Klosters im Jahr 1802 hatte sich das Kloster- und Hofgelände von der Straßenfront am Filzengraben bis zur Großen Witschgasse hin ausdehnen können. Auf dem Gelände entstand nach der Niederlegung der Klostergebäude (die Kirche wurde zur Privatkapelle) eine Wollfabrik.

## Berufsstände und ihre Organisationen

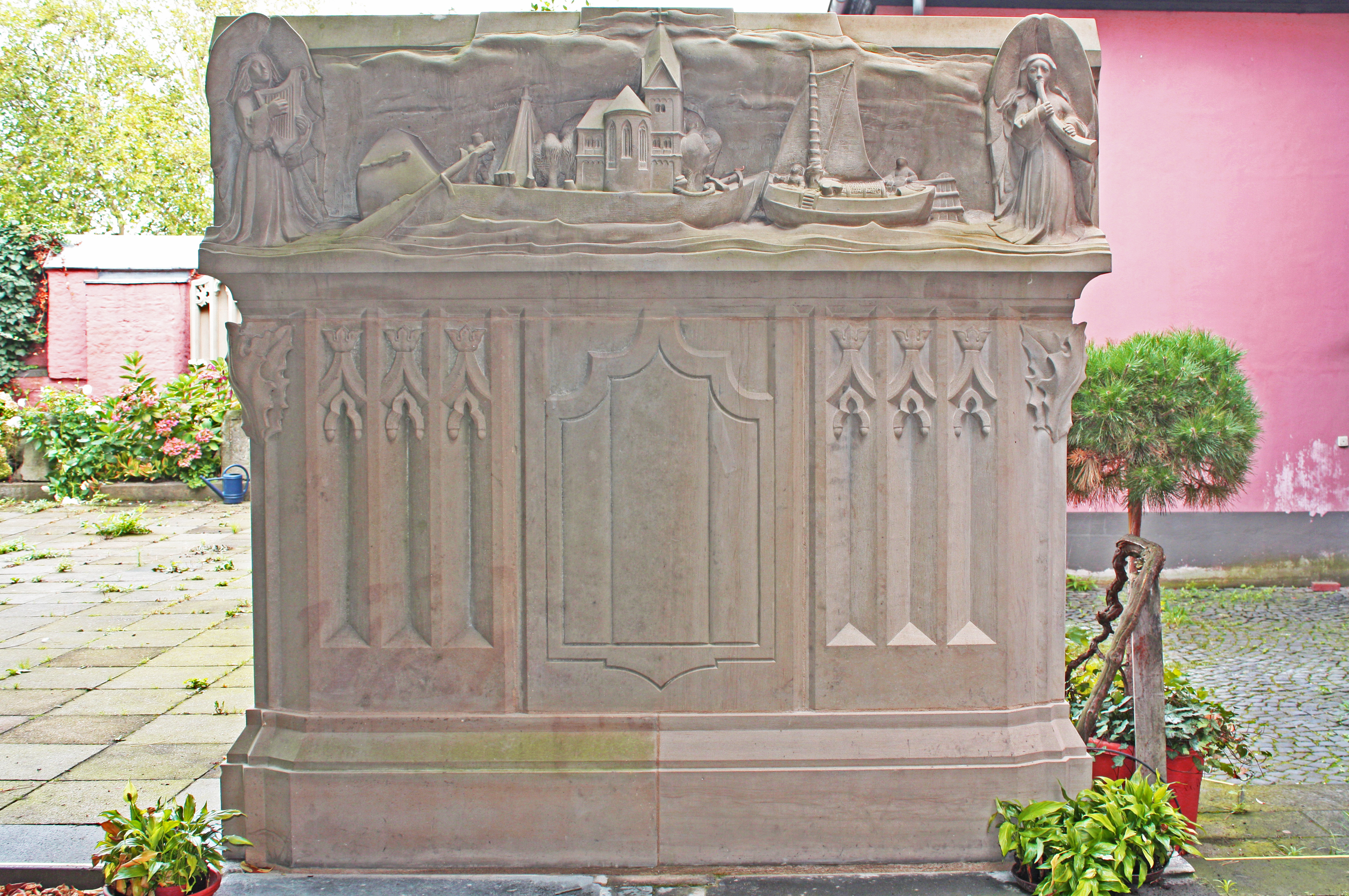
Denkmal der Rheinschiffer vor St. Maria Lyskirchen

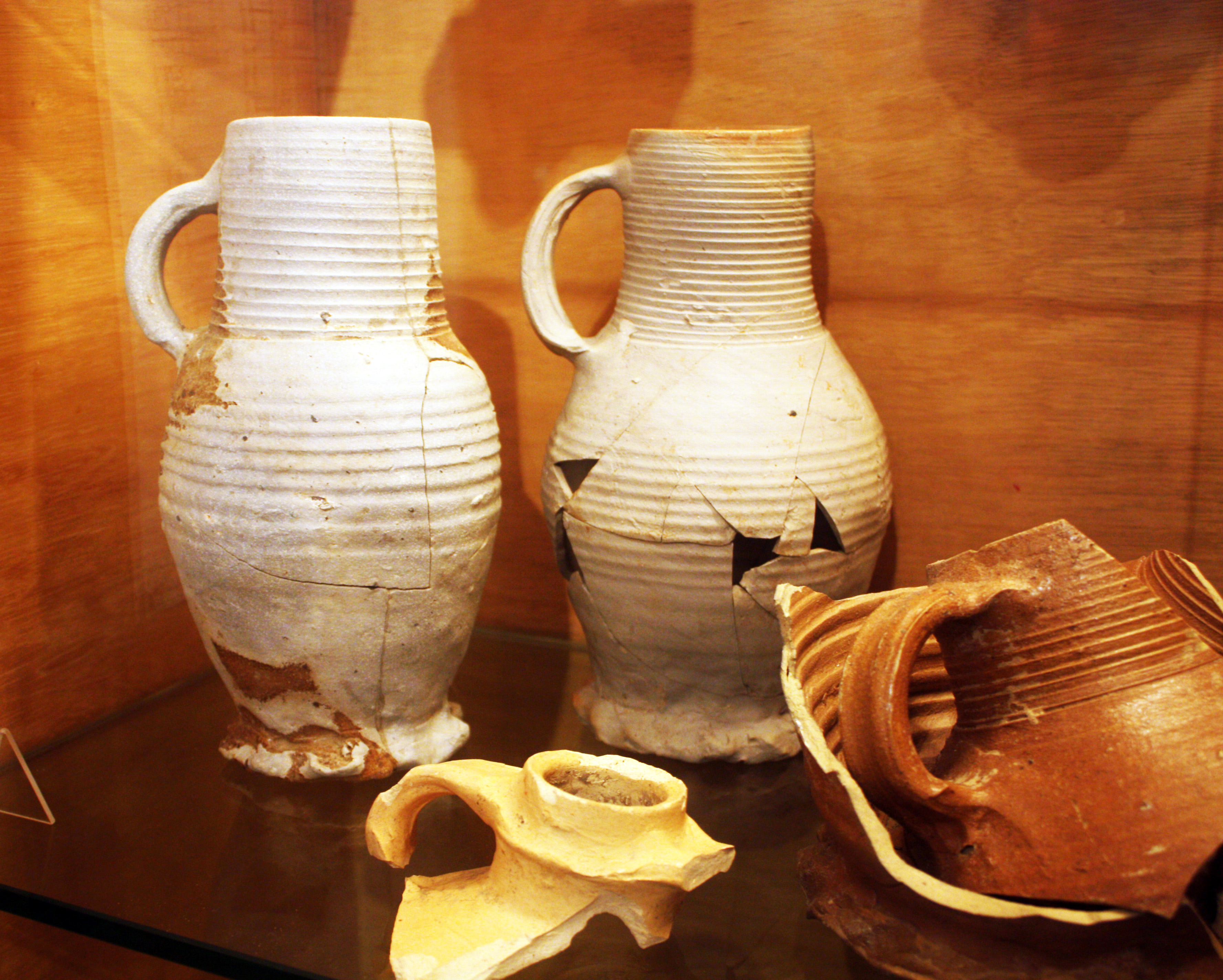
Keramiken des 16. Jahrhunderts aus der Südstadt

Während im Südwesten der neuen Vorstadt Acker- und Weinbau betrieben wurde und an den dichter bebauten Straßen das Handwerk durch Schmiede, Töpfer und Weber vertreten war, war das Erwerbsleben am Bach von Gerbern, Färbern und Müllern dominiert. Fleischer und Bäcker fanden sich überall. Im Nordosten von Oversburg stand am Filzengraben das Haus der Fassbinderzunft, es war der Versammlungsort der für den Weinhandel wichtigen Böttcher. An dem unteren, östlichen Abschnitt des Bezirks, prägte der Rhein das Berufsbild vieler Menschen.
Der Rhein war in mittelalterlicher Zeit zum wichtigsten Handelsweg der Stadt Köln geworden. Dies wirkte sich auf zahlreiche gewerbliche Betriebe aus, führte aber auch dazu, dass sich an den städtischen Umschlagplätzen Niederlassungen auswärtiger Produzenten ansiedelten. Die Eingemeindung der Vorstadt Oversburg brachte seinen Bezirken nicht nur eine gesteigerte Prosperität, sondern führte in den nun unter dem Schutz der Stadt stehenden Gebieten zu einem starken Bevölkerungszuwachs.
1582 war der Standort der ehemals in Höhe der neuen Rheinvorstadt (am Ende der Mühlengasse) ankernden Rheinmühlen an den Rheinabschnitt der Südstadt (zwischen Holzmarkt und Bayenturm) verlegt worden. Durch die zahlreichen Mühlen entstanden nicht nur Arbeitsplätze, Müller, Sackträger und Ruderknechte wurden im Viertel ansässig, und Getreidehändler errichteten ihre Kontore. Neue Herbergen entstanden und Schankwirtschaften, deren Namen wie „Vater Rhein“, „Zum Tauzieher“ oder „Zum roten Ochsen“ über Jahrhunderte erhalten blieben, sorgten für das leibliche Wohl.
Allen Angehörigen dieser Berufsstände, ob Kaufleute, Handwerker oder Arbeiter, war gemeinsam, als Kölner Bürger einer der Gaffeln anzugehören.

### Die Zunfthäuser der Vorstadt

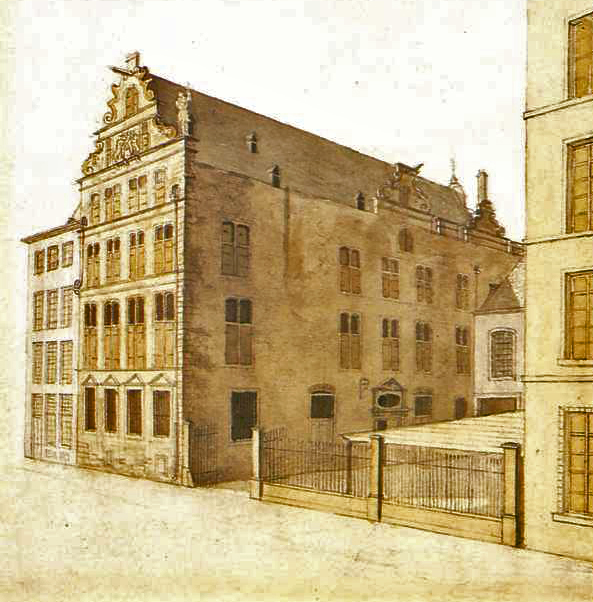
Haus der Fassbinderzunft, Filzengraben errichtet um 1539

Nach Keussen finden sich in den Quellen des 13. Jahrhunderts für die gesamte Stadt keine Zunfthäuser im späteren Sinne, bekannt wurden lediglich Verkaufshäuser oder Lagerstätten dieser Organisationen. Noch 1303 hielt die wohlhabende Zunft der Kürschner ihre Versammlungen in dem Gebürhaus von St. Kolumba ab, hatte also noch kein ein eigenes Zunfthaus, wie es die Schmiede wohl als erstes eigenes Gebäude um 1355 mit dem Haus „Kelreberg“ auf der „Hohestraße“ besaßen. Der Nordteil des Bezirks Oversburg und angrenzende Straßen waren Sitz mehrerer der insgesamt 22 Zünfte oder Gaffeln der Stadt.
- 1412–1448, „Zum alten Pünder“, Wollenamt der Weber von „Airsbach“ und „Kriechmart“ auf der Mathiasstraße
- 1431–1483, das Haus „Baldeck“ der Steinmetzen und Zimmerleute auf dem Marienplatz
- 1448–1460, Wollen- und Tuchschereramt in der steinernen Kemenade auf der Sternengasse, dann Wechsel in das Haus „Rennenberg“ auf der Hochpforte
- 1441–1539, das alte Haus der Fassbinderzunft (Amt) am Filzengraben wurde 1539 in derselben Straße durch ein neues Zunft- oder Gaffelhaus ersetzt. Die Zunft gehörte aufgrund ihres Einkommens und ihres politischen Einflusses zu den bedeutendsten Berufsgruppen der Stadt. Durch den Weinhandel und den wachsenden Bierkonsum stieg der Bedarf an Fässern stetig an. Die von den Küfern nach einem bestimmten Eichmaß angefertigten Fässer wurden von den Weinherren und durch das städtische Brauamt regelmäßig überprüft. Zusammen mit den Kistenschreinern und „Weinschrötern“ bildeten die Fassbinder eine der 22 Gaffeln, aus deren Reihen je nach Größe ihrer Mitgliederzahl Ratsherren nominiert werden konnten. Die Zunft oder Gaffel der Fassbinder stellt seit 1396 einen Ratsherrn.[16]
- 1636–1793, das Alt-Schuhamt „Kudelseggen“ auf „Krummer Büchel“

### Weinhändler

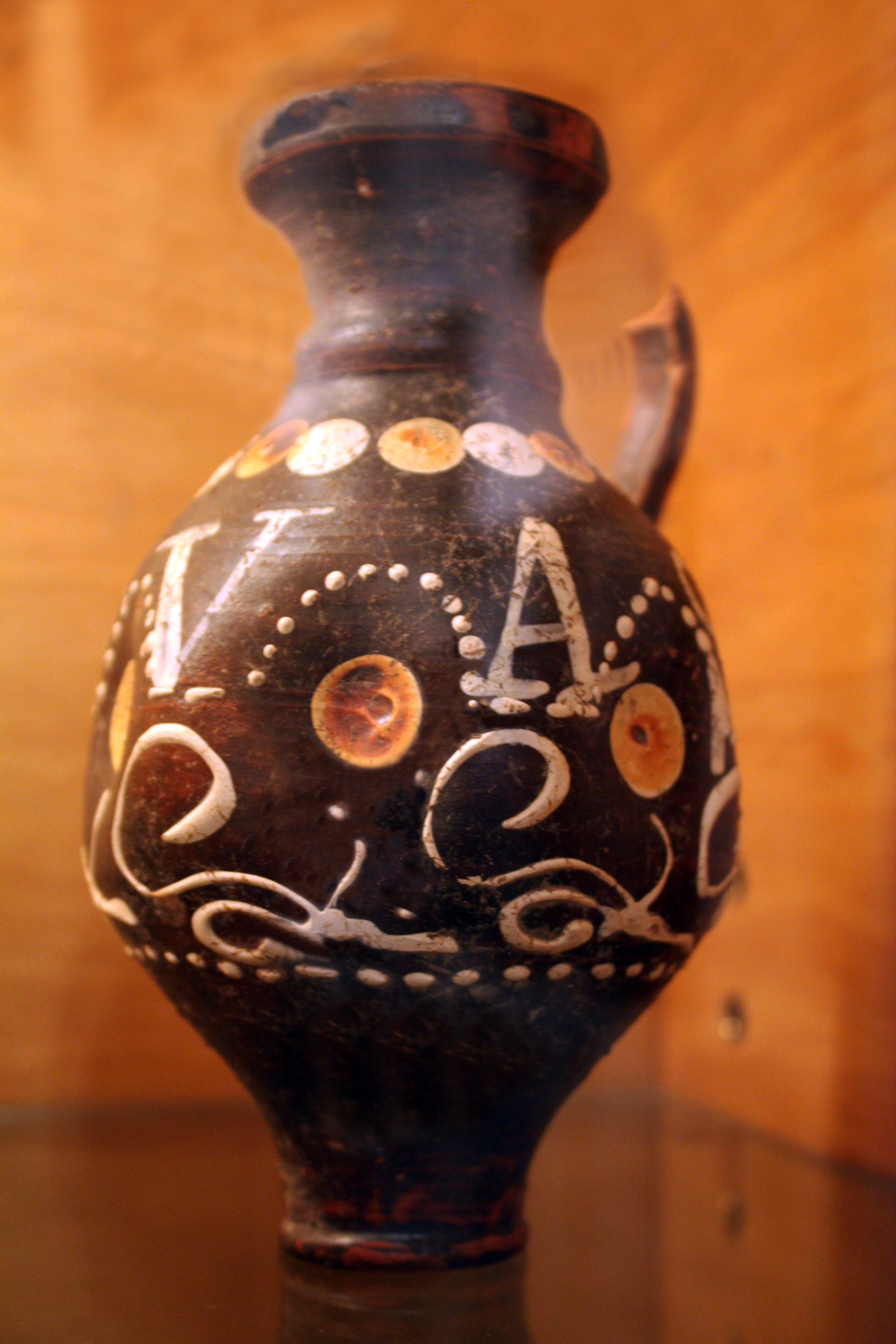
Römisches Wein- oder Spruchkrüglein, 3. Jahrhundert. FO, Köln-Südstadt

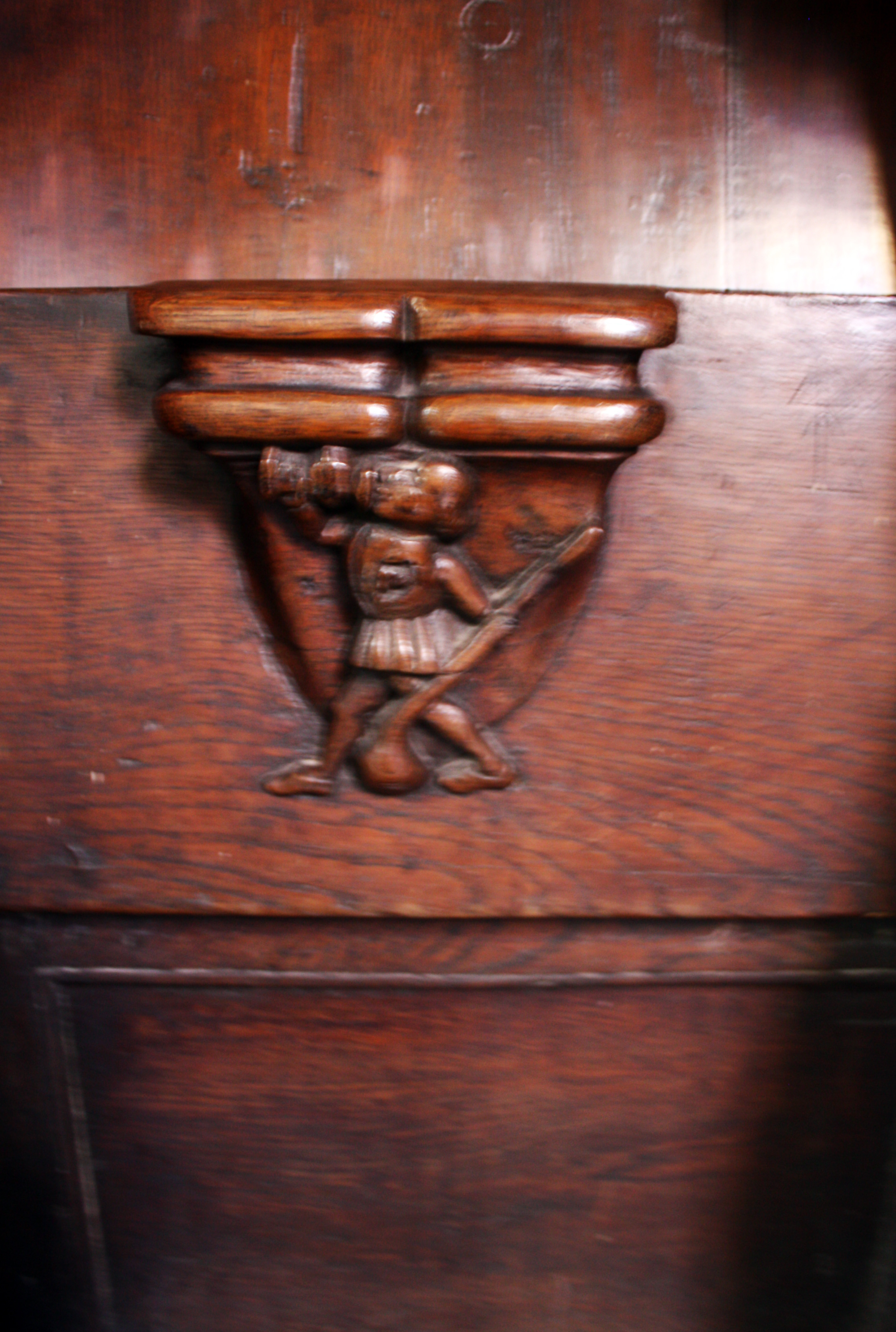
Chorgestühl St. Maria Lyskirchen mit dem Abbild eines Zechers

Die mit ihrer Nordostseite in der Nähe des großen Marktareals der Kaufmannsvorstadt gelegene Vorstadt Oversburg mit den Anlegestellen der Rheinschiffer war auch der bevorzugte Sitz auswärtiger Erzeuger und Kaufleute.
Zu diesen gehörten die Stadtdependenzen auswärtiger Zisterzienserklöster, so das Haus des Klosters Marienstatt, das des Klosters Himmerod, ebenfalls ein Stadthaus des Klosters Heisterbach, deren Beauftragte in Köln als Großhändler die geschäftlichen Interessen ihrer Abteien wahrnahmen.
Die Vertreter diverser Abteien, die die von ihnen im Weinbau erzielten überschüssigen Produkte auf ihren Kölner Stadthöfen lagerten, versorgten vorerst die Nachfrage der Stadt. Sie konnten aber im Laufe der Zeit nach Erhalt weiterer Privilegien ihre Geschäfte von Köln aus auch überregional ausweiten.
Köln, zu dessen wichtigsten Handelsprodukten des Mittelalters der Wein zählte, verfügte zwar über umfangreiche eigene Rebflächen, einträgliche Geschäfte entstanden jedoch durch das ab 1259 durch ihren Landesherren, den Erzbischof, gewährte Stapelrecht, welches dem Köln passierenden Handelsverkehr den Umschlag und/oder die Lagerung (Stapel) der Waren vorschrieb. Dies galt auch für die großen Mengen des begehrten Exportgutes Wein, die rheinabwärts verschifft wurden. Die Stadt war so bis in das 17. Jahrhundert hinein zur Weinmetropole Deutschlands geworden, sodass man Köln auch den Weinkeller der Hanse nannte.
In der Vorstadt Oversburg waren es, neben den Stadthöfen der Zisterzienserabteien aus Eberbach und Altenberg in der Vorstadt Niederich, die Höfe der Abteien aus Kloster Heisterbach, der des Klosters Himmerod, und der der Abtei der Marienstädter Mönche, die Weinbau in Metternich bei Koblenz betrieben.
Kloster Heisterbach hatte fast in allen Bezirken der Stadt Grundbesitz, war jedoch am stärksten in den Vierteln von Oversburg präsent. In seinem Besitz waren dort der Heisterbacher Hof als Stadthof des Klosters, ein Ausweichhof in der „Follergasse“ und Zinshäuser am oberen Mühlenbach und dem Waidmarkt. Hinzu kamen Zinserträge eines Hauses am Blaubach und in der Webergasse. Bei den Zinshäusern erfolgten häufig Veräußerungen und erneute Käufe, wobei der Grund dieser in kurzen Abständen erfolgenden Transaktionen nicht ersichtlich wird. Sie können Folge einer finanziellen Notlage gewesen sein oder aber rein spekulativer Natur.
Die kleinste der drei klösterlichen Niederlassungen der Zisterzienser in Oversburg (neben ihren Besitzungen im Bezirk Aposteln, Niederich und dem Bezirk Hacht) war die des Klosters Marienstadt. Laut Schreinseintragungen besaß es in diesem Bezirk 1307 ein Steinhaus am Filzengraben, und für 1438 belegte eine Eintragung ihren Besitz am nordwestlichen Ende des Mühlenbachs, an der Hochpforte.

### Mühlenbetriebe und Brauer

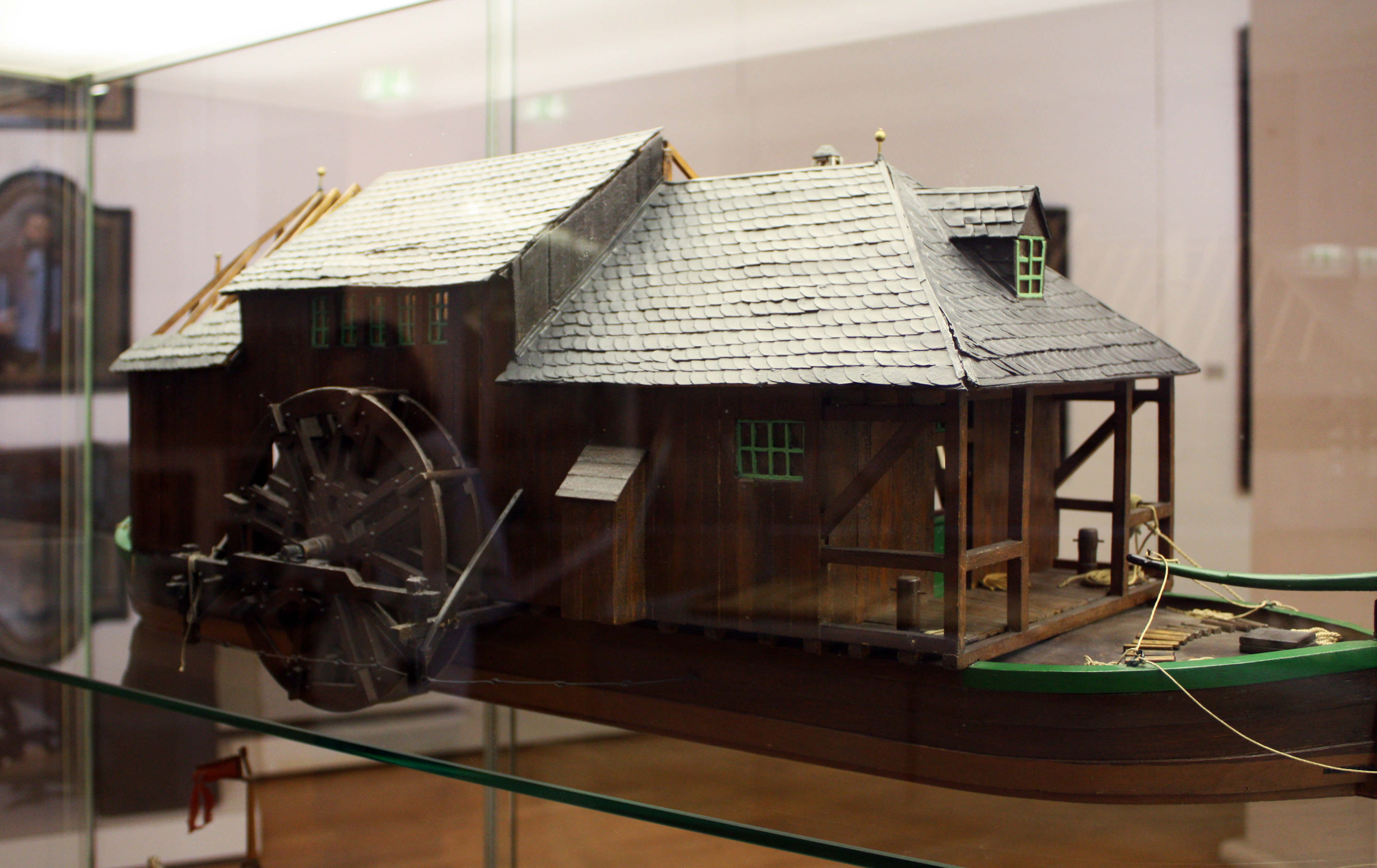
Modell einer Kölner Rheinmühle

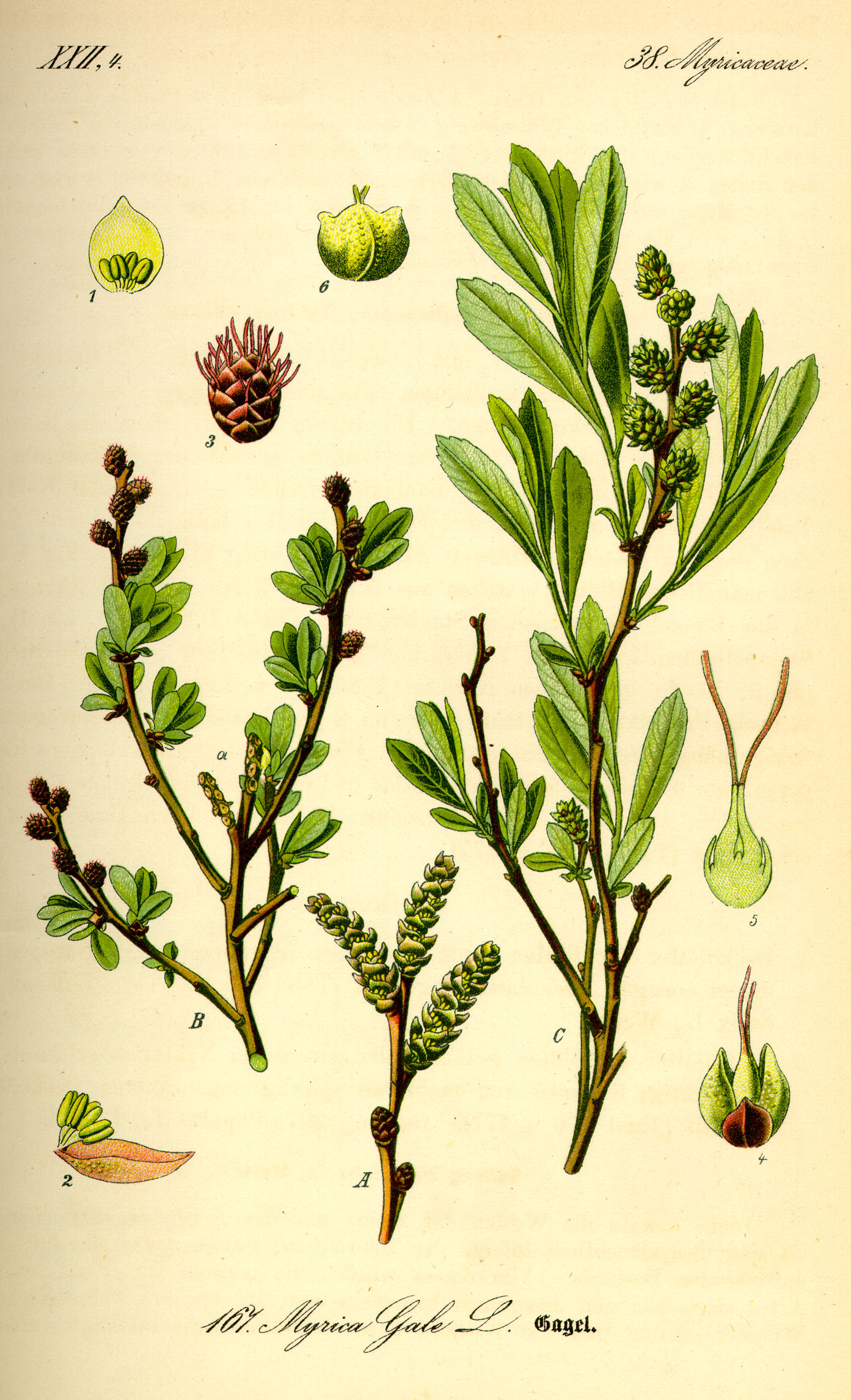
Grutzutat Gagel (Myrica gale)

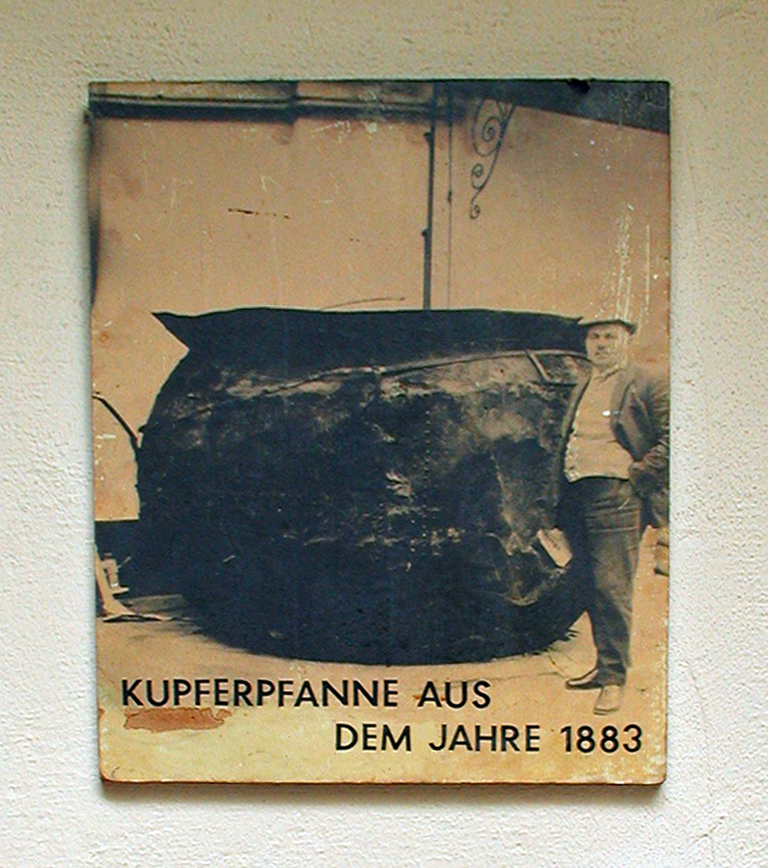
Würze- oder Sudpfanne um 1883

Neben den vor Oversburg ankernden, Getreide verarbeitenden, Rheinmühlen betrieb man innerhalb der Vorstadt Gewürz- oder auch Grutmühlen, deren Mahlgut von den Brauern als Bierwürze begehrt war.
Das Recht, die Bestandteile zur Grutherstellung zu sammeln, zusammenzusetzen und zu verkaufen, war ursprünglich ein Recht des Königs, das im Hoch- und Spätmittelalter zu einem als Privileg gegebenen Recht der Landesherren (zumeist Erzbischöfe) wurde. Diese vergaben es weiter an Stifte und Klöster, übertrugen dies Recht aber in späterer Zeit, wie im Fall der Stadt Köln, auch an die sich emanzipierende Bürgerschaft. So vergab der Erzbischof „die Grut“ an Kölner Bürger, für die es, wie auch für ihren „Herren“ selbst, durch dies so geschaffene Monopol ein einträgliches Geschäft war.
Auch in Oversburg waren Mühlenbetriebe entstanden. So wurde im Zusammenhang mit dem Haus „Molendinum“ im 13. Jahrhundert eine Rossmühle am Waidmarkt/Weissbüttengasse angeführt: molandinum iuxta s. Georgium, quod Rossmolen dic. Eine Rossmalzmühle an der Severinstraße in Höhe der Straße „Kleine Spitzgasse“ wurde 1375 und 1446 erwähnt: Haus und Hofstätte zo der Molen auf der Breiderstrassen hinter dem Turm S. Joeris (nach Weinsberg eine sehr alte Kapelle, die im 16. Jahrhundert eingestürzt sein soll) an der Viehtränke des Waidmarktes. Auch die Grutmühle in Oversburg findet Erwähnung in den Schreinbüchern durch die Beschreibung eines Nachbarhauses. Im Jahr 1463 hieß es: Haus Nevel, nächst dem Erbe zo Gruysmolen auf dem Waidmarkt zu der Hochpforten wärts.
Am Ende des 14. Jahrhunderts war der Hopfen zu einem immer stärkeren Konkurrenten des mit dem Kräutermahlgut versetzten Bieres geworden. Noch im April 1381 verpachtete der Kölner Erzbischof Friedrich die Grut samt dem Gruthaus mit allen dazugehörigen Einnahmen an den erzbischöflichen Siegelbewahrer Hermann von Goch und den Ritter Johann von Troya, zwei der reichsten Kölner Bürger. Alle Bierbrauer aus der Stadt und den Ämtern des erzbischöflichen Herrschaftsbereichs, sowie alle diejenigen, die Bier brauen ließen, waren verpflichtet, ihre Grut nur noch vom erzbischöflichen Gruthaus seiner Pächter zu beziehen. Eine im Pachtvertrag eingefügte Klausel, dass die Einfuhr des westfälischen „hoppenbier“ genannten Bieres, welches mit Hopfen gebraut wurde, und das Brauen von Hopfenbier verboten sei, war jedoch dauerhaft nicht durchzusetzen.
1415 kam die Stadt Köln in den Pfandbesitz des Grutrechtes. Sie kaufte ein Haus am Marienplatz (neben der dortigen Hardenrathkapelle) oberhalb des Mühlenbaches und eröffnete es als städtisches Gruthaus. Wie allerorts setzte sich auch in der Stadt Köln im Laufe des 15. Jahrhunderts das Hopfenbier durch.
Der Kölner Rat war wegen der Einnahmen durch die erhobenen Akzisen bestrebt, dass nur vereidigte Malzmüller auf bestimmten Mühlen mahlen und mengen durften. 1572 ließ der Rat zur besseren Kontrolle eine eigene Malzmühle, die Ratsmühle, errichten. Laut Weinsberg stand sie „auf der Baach“ gegenüber der Einmündung Mathiasstraße vor dem Filzengraben und wurde vom Wasser des Duffesbachs angetrieben. Der Müller war gehalten, das Malz erst dann zu mahlen, wenn der Kunde die Mahlakzise (Steuer) entrichtet hatte. Diesen Nachweis erbrachte der Kunde in Form eines „Zeichens“, eines wahrscheinlich von der Rentkammer der Stadt gesiegelten Zettels, auf dem Datum, Name und Menge des Mahlgutes vermerkt waren.
Die Vorfahren des vermögenden Geschäftsmannes, Stifters, und Bürgermeisters der Stadt, Heinrich Kruft, genannt „Krudener“ („Specionarii“, „Herbatores“, „Kruder“), waren zu erheblichem Vermögen gekommen. Ob dies durch den generellen Großhandel mit Gewürzen erfolgte oder durch eine Spezialisierung auf den Handel mit bestimmten Spezereien zur Verfeinerung der Speisen oder ob die Familie nur den Kräuterbedarf der Apotheker deckte, ist nicht bekannt. Krudener wurde 1590 in seiner Familiengruft in der Kirche St. Jakob bestattet.

### Holzhandel

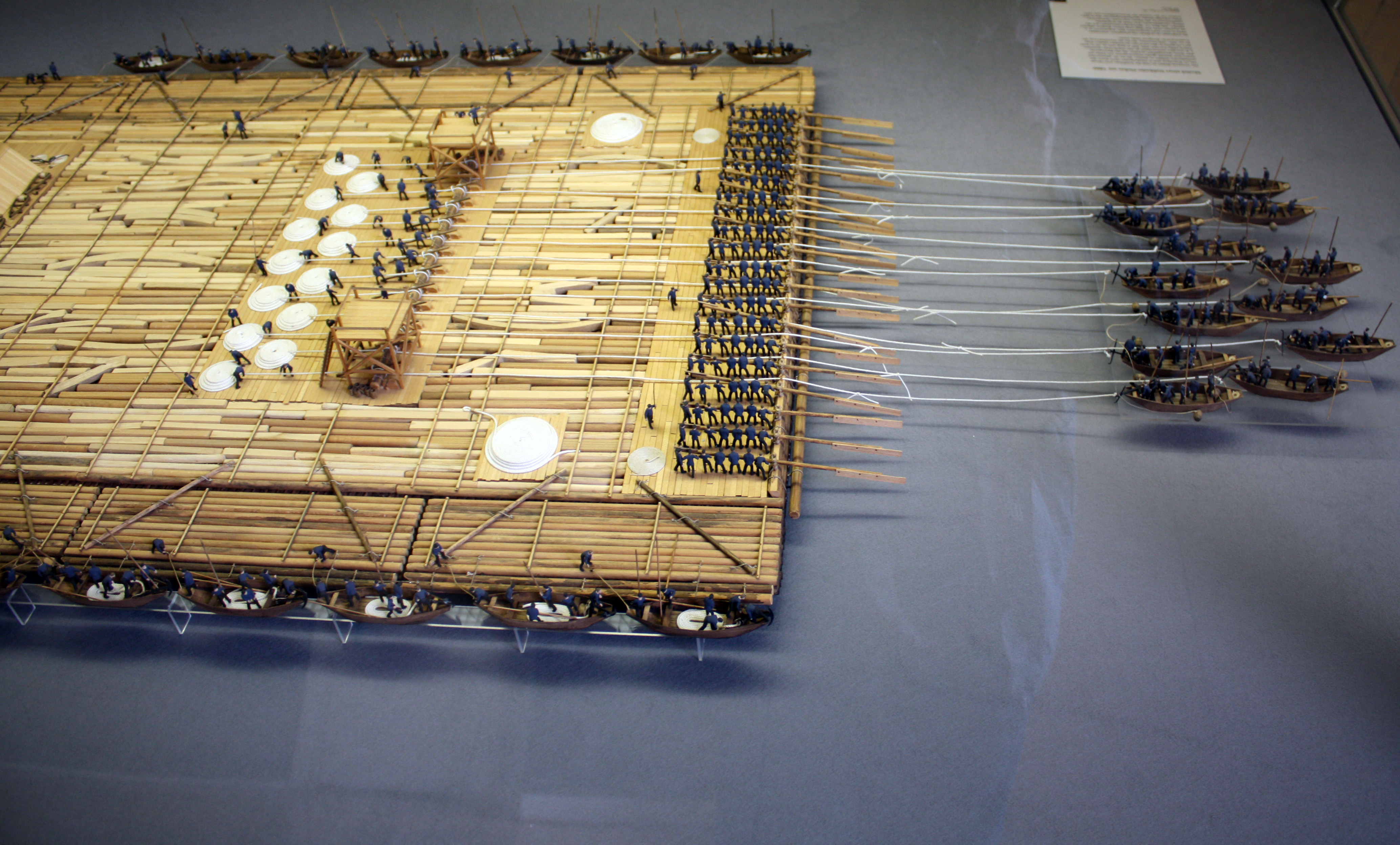
Holztransport auf dem Rhein im Modell

Auf dem Holzmarkt, am Ende der „Großen Witschgasse“, fand der Holzhandel statt. Hier hatte der Rat der Stadt 17 Höfe in Besitz, die er als Lagerstätten an die Holzhändler verpachtete.
Da die Häuser der wachsenden Stadt überwiegend in Fachwerkbauweise errichtet wurden, konnte der große Bedarf des Baustoffes Holz aus Waldbeständen der Region nicht gedeckt werden.
Das zu verarbeitende Material der Zimmerleute, die in der Zunft der „holtzsnijdere“, Holzschneider, Brettschneider und -säger vereinigt waren, lieferten auswärtige Händler. Diese ließen durch Flößer die georderten Mengen auf dem Rhein nach Köln transportieren. Im Schwarzwald geschlagenes Holz wurde dann von Straßburg rheinabwärts bis Köln geflößt und am Holzmarkt gestapelt. Diese Transporte bestanden aus grob bearbeiteten, miteinander zu riesigen Plateaus verbundenen Baumstämmen, deren Flöße eine immense Länge erreichten. Die so zusammengestellten Kontingente bestanden aus über 1500 Stämmen und konnten 200 bis 400 Meter Länge sowie 40 bis 80 Meter Breite erreichen. Die in Schichten arbeitende und ruhende Mannschaft hatte für den langen Transportaufenthalt auf diesen riesigen Flößen eigens aufgestellte Behelfshütten errichtet. Das überwiegend aus Ruderknechten bestehende Personal eines solchen Floßes soll eine Stärke von bis zu 300 Mann erreicht haben.
Durch die aufkommende Steinbauweise ließ der Bedarf an Holz nach, so dass in späterer Zeit mit dem entstehenden Ausbau des Schienen- und Straßennetzes die Flößerei gegen Ende des 19. Jahrhunderts weitgehend eingestellt wurde.
Vor dieser Entwicklung ereignete sich jedoch ein grundlegender Wandel in fast allen über Jahrhunderte gewachsenen städtischen Strukturen. Er war die Folge einer neuen, moderneren Gesetzgebung, die unter der französischen Regierung eingeführt worden war.

## Wandel städtischer Strukturen

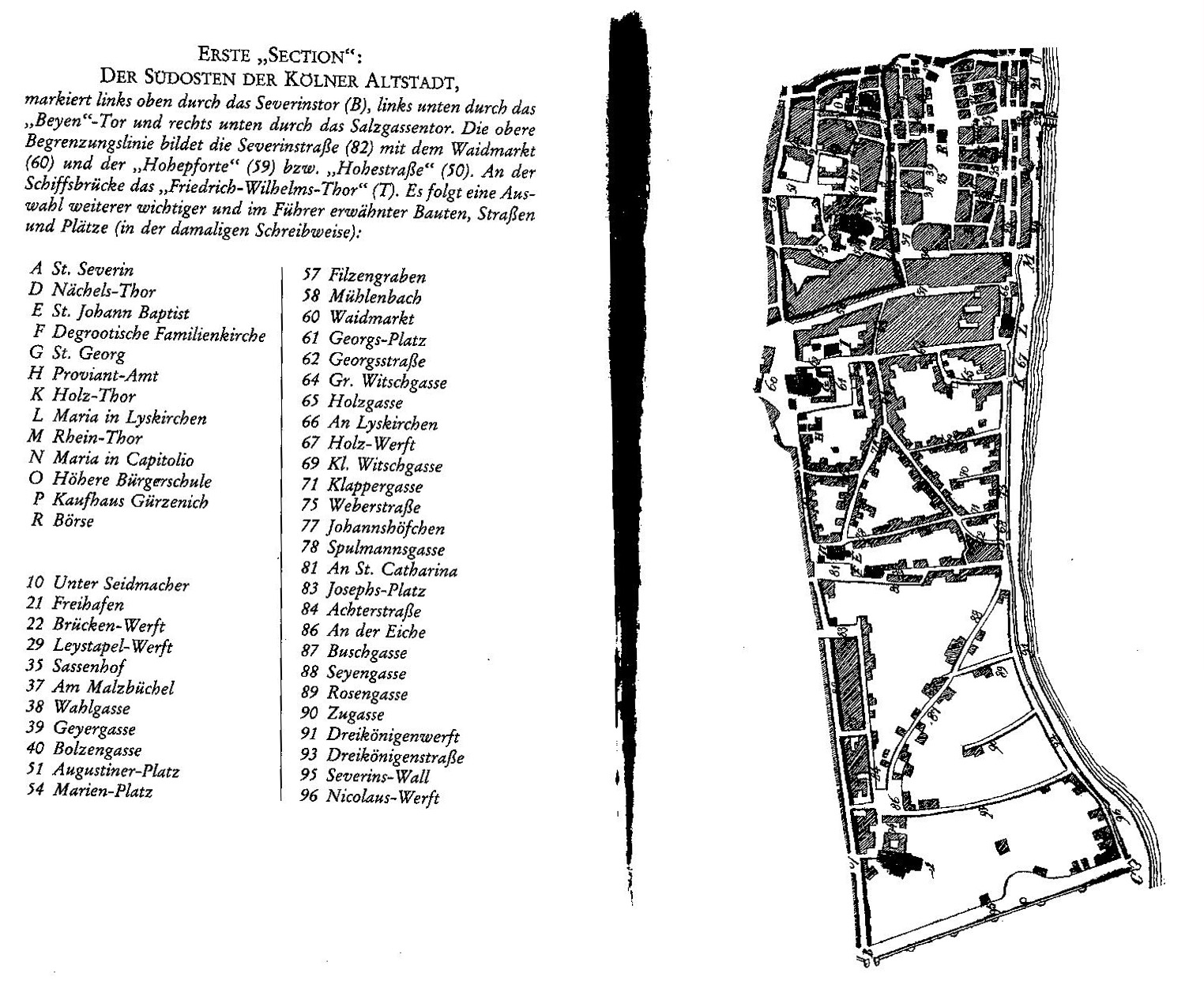
Gliederung der Stadt Köln um 1828, Sektion I

Eine Handakte des Prokurators von Grootes, Mag. Ernst Dominicus Bodenstaff, für einen Prozess vor dem kurfürstlichen Gericht Airsbach zu Köln belegt eine Verhandlung des Gerichts im Jahr 1765. Spätestens mit der Einführung des Code civil im März 1804 wurde in Köln das französische Gesetzbuch für Zivilrecht in Kraft gesetzt. Es verschwand nicht nur das kurfürstliche Gericht, auch die kommunalen Strukturen unterlagen einem Wandel. Das Stadtgebiet wurde in Sektionen eingeteilt und der östliche Bereich Oversburgs der Sektion eins zugeordnet. Der westliche Teilbereich oberhalb des Waidmarktes wurde Bestandteil der Sektion zwei.
Mit diesem Strukturwandel einhergehend, vollzog sich auch ein äußerer Wandel des Stadtbildes. Infolge der Säkularisation erfuhr der ehemalige Bezirk Oversburg, wie auch alle anderen Stadtteile, erhebliche Einbußen durch die Niederlegung historisch wertvoller Kloster-, Kapellen- und Kirchenbauwerke. Von den ehemals vorhandenen Ausstattungen dieser Einrichtungen, wertvolle Gegenstände sakraler Kunst und eine erkleckliche Anzahl von Gemälden großer Meister, konnte nur ein Bruchteil dieser Kunstschätze durch Sammler wie Ferdinand Franz Wallraf, oder Sulpiz Boisserée für die Stadt gesichert werden.
Nach dem Ende der französischen Herrschaft bat der Kölner Rat im September 1817 in einer Denkschrift an den preußischen König um Beibehaltung des französischen Verwaltungs- und Rechtssystems. Im Verlauf des dann folgenden Jahrhunderts verlor sich die Bezeichnung Airsbach/Oversburg und wurde Geschichte.